# США на літніх Олімпійських іграх 1904
США на літніх Олімпійських іграх 1904 були представлені приблизно 524 спортсменами у всіх 18 видах спорту. Країна посіла перше місце в загальнокомандному заліку.
Результати деяких спортсменів у легкій атлетиці, спортивній гімнастики, тенісі, перетягування канату та фехтуванні, виділені курсивом, зараховані змішаній команді.

## Медалісти

### Золото
|    | |                                                     |
| №  | Спортсмени | Вид спорту (дисципліна)                             |
| 1  | Френк Ґрір | Академічне веслування (одинаки)                     |
| 2  | Джозеф Раян, Роберт Фарнан | Академічне веслування (двійки)                      |
| 3  | Вільям Варлі, Джон Малкегі | Академічна веслування (парні двійки)                |
| 4  | Джордж Дітц, Алберт Несс, Артур Штокгофф, Авґуст Еркер                                                                                        | Академічне веслування (четвірки)                    |
| 5  | Чарлз Армстронґ, Майкл Ґлісон, Джозеф Демпсі, Фредерік Крессер, Гаррі Лотт, Джеймс Фланаґан, Френк Шелл, Джон Екслі, Луїс Ейбелл              | Академічне веслування (вісімки)                     |
| 6  | Девід Браттон, Джордж ван Кліф, Лео Ґудвін, Луїс Гендлі, Девід Гессер, Джо Радді, Джеймс Стін                                                 | Водне поло (чоловіки)                               |
| 7  | Джордж Фіннеган | Бокс (до 47,6 кг)                                   |
| 8  | Олівер Кірк | Бокс (до 52,2 кг)                                   |
| 9  | Олівер Кірк | Бокс (до 56,7 кг)                                   |
| 10 | Гаррі Спенджер | Бокс (до 61,2 кг)                                   |
| 11 | Альберт Янг | Бокс (до 65,8 кг)                                   |
| 12 | Чарльз Майєр | Бокс (до 71,7 кг)                                   |
| 13 | Семюель Бергер | Бокс (понад 71,7 кг)                                |
| 14 | Роберт Каррі | Вільна боротьба (до 47,6 кг)                        |
| 15 | Джордж Менерт | Вільна боротьба (до 52,2 кг)                        |
| 16 | Ізідор Ніфлот | Вільна боротьба (до 56,7 кг)                        |
| 17 | Бенджамін Бредшоу | Вільна боротьба (до 61,2 кг)                        |
| 18 | Отто Рем | Вільна боротьба (до 65,8 кг)                        |
| 19 | Маркус Гарлі | Велоспорт (0,25 милі)                               |
| 20 | Маркус Гарлі | Велоспорт (0,33 милі)                               |
| 21 | Маркус Гарлі | Велоспорт (0,5 милі)                                |
| 22 | Маркус Гарлі | Велоспорт (1 миля)                                  |
| 23 | Бартон Даунінґ | Велоспорт (2 милі)                                  |
| 24 | Чарльз Шлі | Велоспорт (5 миль)                                  |
| 25 | Бартон Даунінґ | Велоспорт (25 миль)                                 |
| 26 | Чендлер Іґан, Деніел Сойер, Роберт Гантер, Кеннет Едвардс, Клемент Смут, Воррен Вуд, Мейсон Фелпс, Волтер Іген, Едвард Каммінс, Натаніель Мур | Гольф (командний розряд)                            |
| 27 | Арчі Ган | Легка атлетика (біг на 60 метрів)                   |
| 28 | Арчі Ган | Легка атлетика (біг на 100 метрів)                  |
| 29 | Арчі Ган | Легка атлетика (біг на 200 метрів)                  |
| 30 | Гаррі Гіллман | Легка атлетика (біг на 400 метрів)                  |
| 31 | Джеймс Лайтбоді | Легка атлетика (біг на 800 метрів)                  |
| 32 | Джеймс Лайтбоді | Легка атлетика (біг на 1500 метрів)                 |
| 33 | Томас Гікс | Легка атлетика (марафон)                            |
| 34 | Фредерік Шуле | Легка атлетика (біг на 110 метрів з бар'єрами)      |
| 35 | Гаррі Гіллман | Легка атлетика (біг на 200 метрів з бар'єрами)      |
| 36 | Гаррі Гіллман | Легка атлетика (біг на 400 метрів з бар'єрами)      |
| 37 | Джеймс Лайтбоді | Легка атлетика (біг на 2590 метрів з перешкодами)   |
| 38 | Джордж Андервуд, Говард Валентайн, Девід Мансон, Артур Ньютон, Пол Пілгрім                                                                    | Легка атлетика (біг на 4 милі серед команд)         |
| 39 | Маєр Прінштейн | Легка атлетика (стрибки в довжину)                  |
| 40 | Маєр Прінштейн | Легка атлетика (потрійний стрибок)                  |
| 41 | Семуель Джонс | Легка атлетика (стрибки у висоту)                   |
| 42 | Чарльз Дворак | Легка атлетика (стрибки з жердиною)                 |
| 43 | Рей Юрі | Легка атлетика (стрибки в довжину з місця)          |
| 44 | Рей Юрі | Легка атлетика (потрійний стрибок з місця)          |
| 45 | Рей Юрі | Легка атлетика (стрибки у висоту з місця)           |
| 46 | Ральф Роуз | Легка атлетика (штовхання ядра)                     |
| 47 | Мартін Шерідан | Легка атлетика (метання диска)                      |
| 48 | Джон Фленаган | Легка атлетика (метання молота)                     |
| 49 | Макс Еммеріх | Легка атлетика (триборство)                         |
| 50 | Сідней Джонсон, Конрад Магнуссон, Оскар Олсон, Генрі Сейлінг, Патрік Фленеган                                                                 | Перетягування канату (чоловіки)                     |
| 51 | Чарлз Деніелс | Плавання (220 ярдів вільним стилем)                 |
| 52 | Чарлз Деніелс | Плавання (440 ярдів вільним стилем)                 |
| 53 | Лео Ґудвін, Чарлз Деніелс, Джо Радді, Луїс Гендлі                                                                                             | Плавання (естафета 4 × 50 ярдів вільним стилем)     |
| 54 | Джордж Шелдон | Стрибки у воду (вишка)                              |
| 55 | Вільям Діка | Стрибки у воду (стрибки на дальність)               |
| 56 | Чарлз Джейкобус | Роккі (одиночний розряд)                            |
| 57 | Антон Гайда | Спортивна гімнастика (першість на 7 снарядах)       |
| 58 | Джон Грайеб, Філіп Кассел, Ернст Рекевег, Антон Гайда, Макс Гесс                                                                              | Спортивна гімнастика (командна першість)            |
| 59 | Джордж Ейсер | Спортивна гімнастика (паралельні бруси)             |
| 60 | Антон Гайда | Спортивна гімнастика (перекладина)                  |
| 61 | Едвард Генніг | Спортивна гімнастика (перекладина)                  |
| 62 | Антон Гайда | Спортивна гімнастика (опорний стрибок)              |
| 63 | Джордж Ейсер | Спортивна гімнастика (опорний стрибок)              |
| 64 | Антон Гайда | Спортивна гімнастика (кінь)                         |
| 65 | Герман Гласс | Спортивна гімнастика (кільця)                       |
| 66 | Джордж Ейсер | Спортивна гімнастика (лазіння по канату)            |
| 67 | Едвард Генніг | Спортивна гімнастика (булави)                       |
| 68 | Джордж Браянт | Стрільба з лука (подвійне йоркське коло)            |
| 69 | Джордж Браянт | Стрільба з лука (подвійний американський коло)      |
| 70 | Льюіс Макссон,Гален Спенсер, Вільям Томпсон, Роберт Вільямс                                                                                   | Стрільба з лука (командна першість серед чоловіків) |
| 71 | Матильда Говелл | Стрільба з лука (подвійне національне коло)         |
| 72 | Матильда Говелл | Стрільба з лука (подвійне колумбійське коло)        |
| 73 | Лора Вудрафф, Елайза Поллок, Луїза Тейлор, Матильда Говелл                                                                                    | Стрільба з лука (командна першість серед жінок)     |
| 74 | Білс Райт | Теніс (одиночний розряд)                            |
| 75 | Білс Райт, Едгар Леонард | Теніс (парний розряд)                               |
| 76 | Альбертсон Ван Зо Пост | Фехтування (палиці)                                 |
| 77 | Оскар Остгофф | Важка атлетика (багатоборство на гантелях)          |

### Срібло
|    | |                                                     |
| №  | Спортсмени | Вид спорту (дисципліна)                             |
| 1  | Джеймс Джувенал | Академічне веслування (одинаки)                     |
| 2  | Вільям Варлі, Джон Малкегі | Академічне веслування (двійки)                      |
| 3  | Джозеф Мак-Лафлін, Джон Гобен | Академічне веслування (парні двійки)                |
| 4  | Майкл Беґлі, Фредерік Сюріґ, Мартін Фроманак, Чарлз Аман | Академічне веслування (четвірки)                    |
| 5  | Рекс Біч, Джером Стівер, Едвін Свотек, Чарлз Гілі, Френк Кегоу, Девід Геммонд, Білл Таттл                                                                                                 | Водне поло (чоловіки)                               |
| 6  | Майлс Берк | Бокс (до 47,6 кг)                                   |
| 7  | Джордж Фіннеган | Бокс (до 52,2 кг)                                   |
| 8  | Френк Геллер | Бокс (до 56,7 кг)                                   |
| 9  | Рассел ван Горн | Бокс (до 61,2 кг)                                   |
| 10 | Гаррі Спенджер | Бокс (до 65,8 кг)                                   |
| 11 | Бенджамін Спредлі | Бокс (до 71,7 кг)                                   |
| 12 | Чарльз Майєр | Бокс (понад 71,7 кг)                                |
| 13 | Джон Гейн | Вільна боротьба (до 47,6 кг)                        |
| 14 | Густав Бауер | Вільна боротьба (до 52,2 кг)                        |
| 15 | Огюст Вестер | Вільна боротьба (до 56,7 кг)                        |
| 16 | Теодор Мак-Лір | Вільна боротьба (до 61,2 кг)                        |
| 17 | Рудольф Тесінг | Вільна боротьба (до 65,8 кг)                        |
| 18 | Вільям Бекмен | Вільна боротьба (до 71,7 кг)                        |
| 19 | Бартон Даунінґ | Велоспорт (0,25 милі)                               |
| 20 | Бартон Даунінґ | Велоспорт (0,33 милі)                               |
| 21 | Тедді Біллінгтон | Велоспорт (0,5 милі)                                |
| 22 | Бартон Даунінґ | Велоспорт (1 миля)                                  |
| 23 | Оскар Герке | Велоспорт (2 милі)                                  |
| 24 | Джордж Вілі | Велоспорт (5 миль)                                  |
| 25 | Артур Ендрюс | Велоспорт (25 миль)                                 |
| 26 | Чендлер Іґан | Гольф (одиночний розряд)                            |
| 27 | Френсіс Ньютон, Генрі Поттер, Ральф Мак-Кіттрік, Альберт Ламберт, Фредерік Семпл, Стюарт Стікні, Барт Мак-Кінні, Вільям Стікні, Джон Максвелл, Джон Кеді                                  | Гольф (командний розряд)                            |
| 28 | Альберт Венн, А. М. Вудс,В. Р. Ґібсон, Дж. У. Даулінг, Х'ю Гроган, Вільям Мерфі, Джордж Пассмур, Вільям Пассмур, Вільям Партрідж, В. Дж. Росс, Джек Салліван, Джек Салліван Альберт Леман | Лакрос (чоловіки)                                   |
| 29 | Вільям Гоґенсон | Легка атлетика (біг на 60 метрів)                   |
| 30 | Натаніель Картмелл | Легка атлетика (біг на 100 метрів)                  |
| 31 | Натаніель Картмелл | Легка атлетика (біг на 200 метрів)                  |
| 32 | Френк Воллер | Легка атлетика (біг на 400 метрів)                  |
| 33 | Говард Валентайн | Легка атлетика (біг на 800 метрів)                  |
| 34 | Вільям Вернер | Легка атлетика (біг на 1500 метрів)                 |
| 35 | Таддеус Шідлер | Легка атлетика (біг на 110 метрів з бар'єрами)      |
| 36 | Френк Каслмен | Легка атлетика (біг на 200 метрів з бар'єрами)      |
| 37 | Френк Воллер | Легка атлетика (біг на 400 метрів з бар'єрами)      |
| 38 | Деніел Френк | Легка атлетика (стрибки в довжину)                  |
| 39 | Фредерік Енґелгардт | Легка атлетика (потрійний стрибок)                  |
| 40 | Гаррет Севісс | Легка атлетика (стрибки у висоту)                   |
| 41 | Лерой Семс | Легка атлетика (стрибки з жердиною)                 |
| 42 | Чарльз Кінг | Легка атлетика (стрибки в довжину з місця)          |
| 43 | Чарльз Кінг | Легка атлетика (потрійний стрибок з місця)          |
| 44 | Джозеф Стадлер | Легка атлетика (стрибки у висоту з місця)           |
| 45 | Веслі Коу | Легка атлетика (штовхання ядра)                     |
| 46 | Ральф Роуз | Легка атлетика (метання диска)                      |
| 47 | Джон Де Вітт | Легка атлетика (метання молота)                     |
| 48 | Джон Фленаган | Легка атлетика (метання ваги в 56 фунтів)           |
| 49 | Джон Грайеб | Легка атлетика (триборство)                         |
| 50 | Адам Ганн | Легка атлетика (десятиборство)                      |
| 51 | Оррін Апшоу, Макс Браун, Август Роденберг, Чарльз Роуз, Вільям Сейлінг | Перетягування канату (чоловіки)                     |
| 52 | Скотт Лірі | Плавання (50 ярдів вільним стилем)                  |
| 53 | Чарлз Деніелс | Плавання (100 ярдів вільним стилем)                 |
| 54 | Гуґо Ґетц, Білл Таттл, Реймонд Торн, Девід Геммонд | Плавання (естафета 4 × 50 ярдів вільним стилем)     |
| 55 | Едгар Адамс | Стрибки у воду (стрибки на дальність)               |
| 56 | Сміт Стрітер | Роккі (одиночний розряд)                            |
| 57 | Джордж Ейсер | Спортивна гімнастика (першість на 7 снарядах)       |
| 58 | Еміль Байєр, Джон Біссінгер, Макс Вольф, Артур Розенкампфф, Юліан Шміц, Отто Штеффен | Спортивна гімнастика (командна першість)            |
| 59 | Антон Гайда | Спортивна гімнастика (паралельні бруси)             |
| 60 | Джордж Ейсер | Спортивна гімнастика (кінь)                         |
| 61 | Вільям Мерц | Спортивна гімнастика (кільця)                       |
| 62 | Чарльз Краус | Спортивна гімнастика (лазіння по канату)            |
| 63 | Еміль Фойґт | Спортивна гімнастика (булави)                       |
| 64 | Роберт Вільямс | Стрільба з лука (подвійне йоркське коло)            |
| 65 | Роберт Вільямс | Стрільба з лука (подвійне американське коло)        |
| 66 | Чарльз Вудрафф, Семюель Дьювалл, Вільям Кларк, Чарльз Габбард | Стрільба з лука (командна першість серед чоловіків) |
| 67 | Емма Кук | Стрільба з лука (подвійне національне коло)         |
| 68 | Емма Кук | Стрільба з лука (подвійне колумбійське коло)        |
| 69 | Роберт Лерой | Теніс (одиночний розряд)                            |
| 70 | Роберт Лерой, Альфонсо Белл | Теніс (парний розряд)                               |
| 71 | Оскар Остгофф | Важка атлетика (поштовх однією рукою)               |
| 72 | Фредерік Вінтерс | Важка атлетика (багатоборство на гантелях)          |
| 73 | Чарльз Таунсенд, Чарльз Тетгем, Артур Фокс | Фехтування (рапіра серед команд)                    |
| 74 | Вільям Гриб | Фехтування (шабля)                                  |
| 75 | Вільям О'Коннор | Фехтування (палиці)                                 |
| 76 | Альбертсон Ван Зо Пост | Фехтування (рапіра)                                 |
| 77 | Чарльз Тетхем | Фехтування (шпага)                                  |
| 78 | Чарльз Бартліфф, Воррен Брітінґгем, Оскар Брокмайер, Джон Дженьюарі, Томас Дженьюарі, Чарльз Дженьюарі, Олександр Кадмор, Джозеф Лайдон, Реймонд Ловлор, Луїс Менгес, Пітер Ратікан       | Футбол (чоловіки)                                   |

### Бронза
|    | |                                                     |
| №  | Спортсмени | Вид спорту (дисципліна)                             |
| 1  | Констанс Тайтус | Академічне веслування (одинаки)                     |
| 2  | Джозеф Бюрґер, Джон Йоахім | Академічне веслування (двійки)                      |
| 3  | Джозеф Раванак, Джон Веллс | Академічне веслування (парні двійки)                |
| 4  | Ґус Ворґ, Френк Даммерт, Джон Фрайтаґ, Лу Гайм | Академічне веслування (четвірки)                    |
| 5  | Джон Меєрс, Манфред Теппен, Ґвінн Еванс, Амеді Рейберн, Френк Шрайнер, Оґастус Ґеслінґ, Білл Ортвейн                                                             | Водне поло (чоловіки)                               |
| 6  | Фредерік Гілмор | Бокс (до 56,7 кг)                                   |
| 7  | Пітер Старгольдт | Бокс (до 61,2 кг)                                   |
| 8  | Джозеф Лайдон | Бокс (до 65,8 кг)                                   |
| 9  | Вільям Майклс | Бокс (понад 71,7 кг)                                |
| 10 | Вільям Нельсон | Вільна боротьба (до 52,2 кг)                        |
| 11 | Луї Стріблер | Вільна боротьба (до 56,7 кг)                        |
| 12 | Чарльз Клеппер | Вільна боротьба (до 61,2 кг)                        |
| 13 | Альберт Зеркль | Вільна боротьба (до 65,8 кг)                        |
| 14 | Джеррі Вінгольц | Вільна боротьба (до 71,7 кг)                        |
| 15 | Фред Вормбольдт | Вільна боротьба (понад 71,7 кг)                     |
| 16 | Тедді Біллінгтон | Велоспорт (0,25 милі)                               |
| 17 | Тедді Біллінгтон | Велоспорт (0,33 милі)                               |
| 18 | Бартон Даунінґ | Велоспорт (0,5 милі)                                |
| 19 | Тедді Біллінгтон | Велоспорт (1 миля)                                  |
| 20 | Маркус Гарлі | Велоспорт (2 милі)                                  |
| 21 | Артур Ендрюс | Велоспорт (5 миль)                                  |
| 22 | Джордж Вілі | Велоспорт (25 миль)                                 |
| 23 | Берт Мак-Кінні | Гольф (одиночний розряд)                            |
| 24 | Френсіс Ньютон | Гольф (одиночний розряд)                            |
| 25 | Дуглас Кадваладер, Аллен Лард, Джессі Керлтон, Саймон Прайс, Гарольд Вебер, Джон Рам, Орус Джонс, Артур Гассі, Гарольд Фрейзер, Джордж Олівер                    | Гольф (командний розряд)                            |
| 26 | Фей Маултон | Легка атлетика (біг на 60 метрів)                   |
| 27 | Вільям Гоґенсон | Легка атлетика (біг на 100 метрів)                  |
| 28 | Вільям Гоґенсон | Легка атлетика (біг на 200 метрів)                  |
| 29 | Герман Громен | Легка атлетика (біг на 400 метрів)                  |
| 30 | Еміль Брайткройц | Легка атлетика (біг на 800 метрів)                  |
| 31 | Лейсі Гірн | Легка атлетика (біг на 1500 метрів)                 |
| 32 | Артур Ньютон | Легка атлетика (марафон)                            |
| 33 | Леслі Ешбернер | Легка атлетика (біг на 110 метрів з бар'єрами)      |
| 34 | Джордж Поадж | Легка атлетика (біг на 200 метрів з бар'єрами)      |
| 35 | Джордж Поадж | Легка атлетика (біг на 400 метрів з бар'єрами)      |
| 36 | Артур Ньютон | Легка атлетика (біг на 2590 метрів з перешкодами)   |
| 37 | Роберт Стенгленд | Легка атлетика (стрибки в довжину)                  |
| 38 | Роберт Стенгленд | Легка атлетика (потрійний стрибок)                  |
| 39 | Джон Біллер | Легка атлетика (стрибки в довжину з місця)          |
| 40 | Луї Вілкінс | Легка атлетика (стрибки з жердиною)                 |
| 41 | Джозеф Стадлер | Легка атлетика (потрійний стрибок з місця)          |
| 42 | Лоусон Робертсон | Легка атлетика (стрибки у висоту з місця)           |
| 43 | Лоуренс Фойербах | Легка атлетика (штовхання ядра)                     |
| 44 | Ральф Роуз | Легка атлетика (метання молота)                     |
| 45 | Джеймс Мітчелл | Легка атлетика (метання ваги в 56 фунтів)           |
| 46 | Вільям Мерц | Легка атлетика (триборство)                         |
| 47 | Тракстон Гейр | Легка атлетика (десятиборство)                      |
| 48 | Гаррі Джекобс, Франк Куглер, Чарльз Тіас, Оскар Фріде, Чарльз Габеркорн                                                                                          | Перетягування канату (чоловіки)                     |
| 49 | Чарлз Деніелс | Плавання (50 ярдів вільним стилем)                  |
| 50 | Скотт Лірі | Плавання (100 ярдів вільним стилем)                 |
| 51 | Джем Генді | Плавання (440 ярдів брасом)                         |
| 52 | Білл Ортвейн, Амеді Рейберн, Марквард Шварц, Гвінн Еванс | Плавання (естафета 4 × 50 ярдів вільним стилем)     |
| 53 | Френк Кегоу | Стрибки у воду (вишка)                              |
| 54 | Лео Ґудвін | Стрибки у воду (стрибки на дальність)               |
| 55 | Чарльз Браун | Роккі (одиночний розряд)                            |
| 56 | Вільям Мерц | Спортивна гімнастика (першість на 7 снарядах)       |
| 57 | Джон Д'юга, Чарльз Краус, Джордж Мейер, Роберт Мейсек, Едвард Зіглер, Філіп Шустер                                                                               | Спортивна гімнастика (командна першість)            |
| 58 | Джон Д'юга | Спортивна гімнастика (паралельні бруси)             |
| 59 | Джордж Ейсер | Спортивна гімнастика (перекладина)                  |
| 60 | Вільям Мерц | Спортивна гімнастика (опорний стрибок)              |
| 61 | Вільям Мерц | Спортивна гімнастика (кінь)                         |
| 62 | Еміль Фойґт | Спортивна гімнастика (кільця)                       |
| 63 | Еміль Фойґт | Спортивна гімнастика (лазіння по канату)            |
| 64 | Ральф Вілсон | Спортивна гімнастика (булави)                       |
| 65 | Вільям Томпсон | Стрільба з лука (подвійне йоркське коло)            |
| 66 | Вільям Томпсон | Стрільба з лука (подвійне американське коло)        |
| 67 | Джордж Браянт, Воллес Браянт, Сайрус Даллін, Генрі Річардсон | Стрільба з лука (командна першість серед чоловіків) |
| 68 | Елайза Поллок | Стрільба з лука (подвійне національне коло)         |
| 69 | Елайза Поллок | Стрільба з лука (подвійне колумбійське коло)        |
| 70 | Альфонсо Белл | Теніс (одиночний розряд)                            |
| 71 | Едгар Леонард | Теніс (одиночний розряд)                            |
| 72 | Кларенс Гамбл, Артур Веар | Теніс (парний розряд)                               |
| 73 | Джозеф Веар, Аллен Вест | Теніс (парний розряд)                               |
| 74 | Вільям Гриб | Фехтування (палиці)                                 |
| 75 | Альбертсон Ван Зо Пост | Фехтування (шабля)                                  |
| 76 | Альбертсон Ван Зо Пост | Фехтування (шпага)                                  |
| 77 | Чарльз Тетхем | Фехтування (рапіра)                                 |
| 78 | Джозеф Бреді, Клод Джеймсон, Генрі Джеймсон, Джонсон, Едвард Діркес, Мартін Дулінг, Кормік Косгров, Джордж Кук, Томас Кук, Лео О'Коннел, Гаррі Тейт, Френк Фрост | Футбол (чоловіки)                                   |

## Академічне веслування
Курсивом  показані кермові.
| Змагання     | Спортсмени | Фінал     | Фінал |
| Змагання     | Спортсмени | Результат | Місце |
| ------------ | --- | --------- | ----- |
| Одинаки      | Френк Ґрір | 10:08,5   | 1     |
| Одинаки      | Джеймс Джувенал | невідомий | 2     |
| Одинаки      | Констанс Тайтус | невідомий | 3     |
| Одинаки      | Девід Даффілд | невідомий | 4     |
| Двійки       | Джозеф Раян, Роберт Фарнан | 10:57,0   | 1     |
| Двійки       | Вільям Варлі, Джон Малкегі | невідомий | 2     |
| Двійки       | Джозеф Бюрґер, Джон Йоахім | невідомий | 3     |
| Парні двійки | Вільям Варлі, Джон Малкегі | 10:03,2   | 1     |
| Парні двійки | Джозеф Мак-Лафлін, Джон Гобен | невідомий | 2     |
| Парні двійки | Джозеф Раванак, Джон Веллс | невідомий | 3     |
| Четвірки     | Джордж Дітц, Алберт Несс, Артур Штокгофф, Авґуст Еркер                                                                           | 9:05,8    | 1     |
| Четвірки     | Майкл Беґлі, Фредерік Сюріґ, Мартін Фроманак, Чарлз Аман                                                                         | невідомий | 2     |
| Четвірки     | Ґус Ворґ, Френк Даммерт, Джон Фрайтаґ, Лу Гайм                                                                                   | невідомий | 3     |
| Вісімки      | Чарлз Армстронґ, Майкл Ґлісон, Джозеф Демпсі, Фредерік Крессер, Гаррі Лотт, Джеймс Фланаґан, Френк Шелл, Джон Екслі, Луїс Ейбелл | 7:50,0    | 1     |

## Бокс
| Змагання      | Спортсмени        | Чвертьфінал                                                                 | Півфінал                                 | Зустріч за третє місце                    | Фінал                                      | Місце |
| Змагання      | Спортсмени        | Суперник Результат                                                          | Суперник Результат                       | Суперник Результат                        | Суперник Результат                         | Місце |
| ------------- | ----------------- | --------------------------------------------------------------------------- | ---------------------------------------- | ----------------------------------------- | ------------------------------------------ | ----- |
| до 47,6 кг    | Джордж Фіннеган   |                                                                             |                                          |                                           | Майлс Берк (USA) виграв; ТНА в 1 р.        | 1     |
| до 47,6 кг    | Майлс Берк        |                                                                             |                                          |                                           | Джордж Фіннеган (USA) програв; ТНА в 1 р.  | 2     |
| До 52,2 кг    | Олівер Кірк       |                                                                             |                                          |                                           | Джордж Фіннеган (USA) виграв; ТНА у 3 р.   | 1     |
| До 52,2 кг    | Джордж Фіннеган   |                                                                             |                                          |                                           | Олівер Кірк (USA) програв; ТНА у 3 р.      | 2     |
| До 56,7 кг    | Олівер Кірк       |                                                                             |                                          |                                           | Френк Геллер (USA) виграв; за очками       | 1     |
| До 56,7 кг    | Френк Геллер      |                                                                             | Фредерік Гілмор (USA) виграв; за очками  |                                           | Олівер Кірк (USA) програв; за очками       | 2     |
| До 56,7 кг    | Фредерік Гілмор   |                                                                             | Френк Геллер (USA) програв; за очками    |                                           | не пройшов                                 | 3     |
| До 61,2 кг    | Гаррі Спенджер    | Кеннет Джюетт (USA) виграв; НА під 2 р.                                     | Рассел ван Горн (USA) виграв; за очками  |                                           | Джек Іген (USA) виграв; за очками          | 1     |
| До 61,2 кг    | Рассел ван Горн   | Артур Сьюард (USA) виграв; діскв.                                           | Гаррі Спенджер (USA) програв; за очками  | Пітер Стархольдт (USA) виграв; за очками  | не пройшов                                 | 2     |
| До 61,2 кг    | Пітер Старгольдт  | Керрол Бартон (USA) виграв; діскв.                                          | Джек Іген (USA) програв; за очками       | Пітер Старгольдт (USA) програв; за очками | не пройшов                                 | 3     |
| До 61,2 кг    | Кеннет Джюетт     | Гаррі Спенджер (USA) програв; нА у 2 р.                                     | не пройшов                               | не пройшов                                | не пройшов                                 |       |
| До 61,2 кг    | Артур Сьюард      | Рассел ван Горн (USA) програв; діскв.                                       | не пройшов                               | не пройшов                                | не пройшов                                 |       |
| До 61,2 кг    | Керрол Бартон     | Пітер Старгольдт (USA) програв; діскв.                                      | не пройшов                               | не пройшов                                | не пройшов                                 |       |
| До 61,2 кг    | Джозеф Лайдон     | Джек Іген (USA) програв; за очками                                          | не пройшов                               | не пройшов                                | не пройшов                                 |       |
| До 61,2 кг    | Джек Іген         | Джозеф Лайдон (USA) виграв; за очками                                       | Пітер Старгольдт (USA) виграв; за очками |                                           | Гаррі Спенджер (USA) програв; за очками    |       |
| До 61,2 кг    | Джек Іген         | Був дискваліфікований за використання псевдоніма замість справжнього імені. |                                          |                                           |                                            |       |
| До 65,8 кг    | Альберт Янг       |                                                                             | Джек Іген (USA) виграв                   |                                           | Гаррі Спенджер (USA) виграв; за очками     | 1     |
| До 65,8 кг    | Гаррі Спенджер    |                                                                             | Джозеф Лайдон (USA) виграв; за очками    |                                           | Альберт Янг (USA) програв; за очками       | 2     |
| До 65,8 кг    | Джозеф Лайдон     |                                                                             | Гаррі Спенджер (USA) програв; за очками  | не пройшов                                | не пройшов                                 | 3     |
| До 65,8 кг    | Джек Іген         |                                                                             | Альберт Янг (USA) програв                | не пройшов                                | не пройшов                                 |       |
| До 65,8 кг    | Джек Іген         | Був дискваліфікований за використання псевдоніма замість справжнього імені. |                                          |                                           |                                            |       |
| До 71,7 кг    | Чарльз Майєр      |                                                                             |                                          |                                           | Бенджамін Спредлі (USA) виграв; ТНА у 3 р. | 1     |
| До 71,7 кг    | Бенджамін Спредлі |                                                                             |                                          |                                           | Чарльз Майєр (USA) програв; ТНА у 3 р.     | 2     |
| Понад 71,7 кг | Семюель Бергер    |                                                                             | Вільям Майклс (USA) виграв; нА у 3 р.    |                                           | Чарльз Майєр (USA) виграв; за очками       | 1     |
| Понад 71,7 кг | Чарльз Майєр      |                                                                             |                                          |                                           | Семюель Бергер (USA) програв; за очками    | 2     |
| Понад 71,7 кг | Вільям Майклс     |                                                                             | Семюель Бергер (USA) програв; НА у 3 р.  |                                           | не пройшов                                 | 3     |

## Боротьба

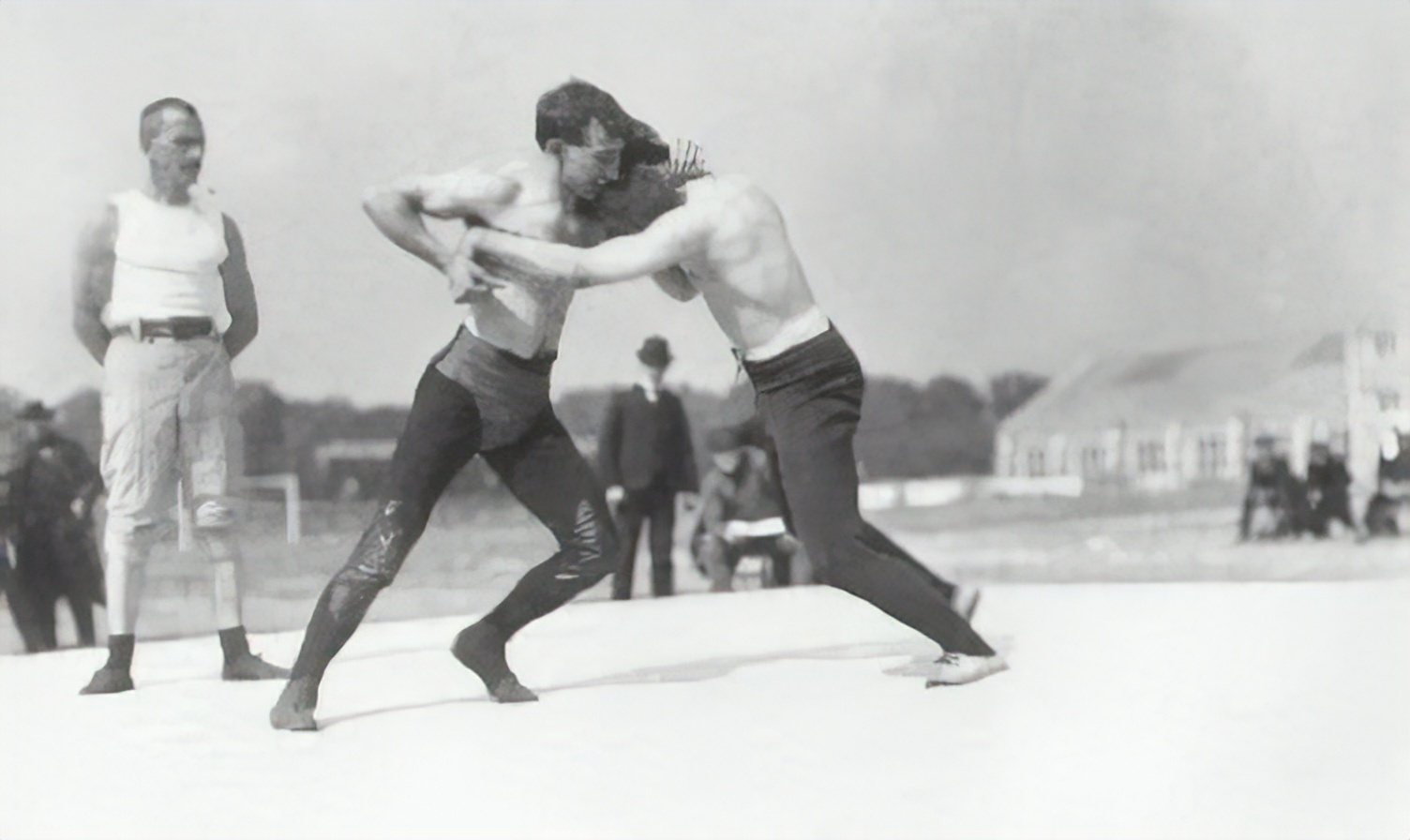
Одна із зустрічей по боротьбі

| Змагання              | Спортсмени          | 1 раунд                         | Чвертьфінал                     | Півфінал                        | Фінал                           | Місце |
| Змагання              | Спортсмени          | Суперник Результат              | Суперник Результат              | Суперник Результат              | Суперник Результат              | Місце |
| --------------------- | ------------------- | ------------------------------- | ------------------------------- | ------------------------------- | ------------------------------- | ----- |
| Вільна, до 47,6 кг    | Роберт Каррі        |                                 |                                 | Густав Тіфентелер (SUI) виграв  | Джон Гейн (USA) виграв          | 1     |
| Вільна, до 47,6 кг    | Джон Гейн           |                                 |                                 | Клод Хоулгейт (USA) виграв      | Роберт Каррі (USA) програв      | 2     |
| Вільна, до 47,6 кг    | Клод Голгейт.       |                                 |                                 | Джон Гейн (USA) програв         | не пройшов                      |       |
| Вільна, до 52,2 кг    | Джордж Менерт       |                                 |                                 |                                 | Густав Бауер (USA) виграв       | 1     |
| Вільна, до 52,2 кг    | Густав Бауер        |                                 |                                 | Вільям Нельсон (USA) виграв     | Джордж Менерт (USA) програв     | 2     |
| Вільна, до 52,2 кг    | Вільям Нельсон      |                                 |                                 | Густав Бауер (USA) програв      | не пройшов                      | 3     |
| Вільна, до 56,7 кг    | Ізідор Ніфлот       |                                 | Луї Стріблер (USA) виграв       | Дж. М. Кардуелл (USA) виграв    | Огюст Вестер (USA) виграв       | 1     |
| Вільна, до 56,7 кг    | Огюст Вестер        |                                 | Чарльз Стівенс (USA) виграв     | Мілтон Вайтхарст (USA) виграв   | Ісидор Ніфло (USA) програв      | 2     |
| Вільна, до 56,7 кг    | Луї Стріблер        |                                 | Ізідор Ніфлот (USA) програв     | не пройшов                      | не пройшов                      | 3     |
| Вільна, до 56,7 кг    | Мілтон Вайтхарст    |                                 | Фредерік Ферджісон (USA) виграв | Огюст Вестер (USA) програв      | не пройшов                      |       |
| Вільна, до 56,7 кг    | Дж. М. Кардуелл     |                                 |                                 | Ізідор Ніфлот (USA) програв     | не пройшов                      |       |
| Вільна, до 56,7 кг    | Фредерік Фергюсон   |                                 | Мілтон Вайтхарст (USA) програв  | не пройшов                      | не пройшов                      |       |
| Вільна, до 56,7 кг    | Чарльз Стівенс      |                                 | Огюст Вестер (USA) програв      | не пройшов                      | не пройшов                      |       |
| Вільна, до 61,2 кг    | Бенджамін Бредшоу   |                                 | Фредерік Фергюсон (USA) виграв  | Чарльз Клеппер (USA) виграв     | Теодор Мак-Лір (USA) виграв     | 1     |
| Вільна, до 61,2 кг    | Теодор Мак-Лір      |                                 | Луї Стріблер (USA) виграв       | Дітріх Вортмен (USA) виграв     | Бенджамін Бредшоу (USA) програв | 2     |
| Вільна, до 61,2 кг    | Чарльз Клеппер      |                                 | Дж. С. Бебкок (USA) виграв      | Бенджамін Бредшоу (USA) програв | не пройшов                      | 3     |
| Вільна, до 61,2 кг    | Дітріх Вортмен      |                                 | Макс Міллер (USA) виграв        | Теодор Мак-Лір (USA) програв    | не пройшов                      |       |
| Вільна, до 61,2 кг    | Дж. Б. Бебкок       | Хуго Теппо (USA) виграв         | Чарльз Клеппер (USA) програв    | не пройшов                      | не пройшов                      |       |
| Вільна, до 61,2 кг    | Фредерік Фергюсон   |                                 | Бенджамін Бредшоу (USA) програв | не пройшов                      | не пройшов                      |       |
| Вільна, до 61,2 кг    | Луї Стріблер        |                                 | Теодор Мак-Лір (USA) програв    | не пройшов                      | не пройшов                      |       |
| Вільна, до 61,2 кг    | Макс Міллер         |                                 | Дітріх Вортмен (USA) програв    | не пройшов                      | не пройшов                      |       |
| Вільна, до 61,2 кг    | Гуго Тьоппен        | Дж. Б. Бебкок (USA) програв     | не пройшов                      | не пройшов                      | не пройшов                      |       |
| Вільна, до 65,8 кг    | Отто Рем            | Фредерік Кеніг (USA) виграв     | Фред Хассмен (USA) виграв       | Альберт Зеркль (USA) виграв     | Рудольф Тесінг (USA) виграв     | 1     |
| Вільна, до 65,8 кг    | Рудольф Тесінг      |                                 | Рудольф Волкен (USA) виграв     | Вільям Геннессі (USA) виграв    | Отто Рем (USA) програв          | 2     |
| Вільна, до 65,8 кг    | Альберт Зеркль      |                                 | Чарльз Хеберкорн (USA) виграв   | Отто Рем (USA) програв          | не пройшов                      | 3     |
| Вільна, до 65,8 кг    | Вільям Геннессі     |                                 | Чарльз Енг (USA) виграв         | Рудольф Тесінг (USA) програв    | не пройшов                      |       |
| Вільна, до 65,8 кг    | Фред Гуссман        | Джеррі Уінхольц (USA) виграв    | Отто Рем (USA) програв          | не пройшов                      | не пройшов                      |       |
| Вільна, до 65,8 кг    | Чарльз Хеберкорн    |                                 | Альберт Зеркль (USA) програв    | не пройшов                      | не пройшов                      |       |
| Вільна, до 65,8 кг    | Рудольф Волкен      |                                 | Рудольф Тесінг (USA) програв    | не пройшов                      | не пройшов                      |       |
| Вільна, до 65,8 кг    | Чарльз Енг          |                                 | Вільям Геннессі (USA) програв   | не пройшов                      | не пройшов                      |       |
| Вільна, до 65,8 кг    | Фредерік Кеніг      | Отто Рем (USA) програв          | не пройшов                      | не пройшов                      | не пройшов                      |       |
| Вільна, до 65,8 кг    | Джері Уінхольц      | Фред Гуссман (USA) програв      | не пройшов                      | не пройшов                      | не пройшов                      |       |
| Вільна, до 71,7 кг    | Вільям Бекмен       | Семюель Філер (USA) виграв      | Вільям Шефер (USA) виграв       | Отто Рем (USA) виграв           | Чарльз Еріксен (USA) програв    | 2     |
| Вільна, до 71,7 кг    | Джеррі Вінгольц     |                                 | Чарльз Еріксен (NOR) програв    | не пройшов                      | не пройшов                      | 3     |
| Вільна, до 71,7 кг    | Отто Рем            |                                 | Хьюго Теппо (USA) виграв        | Вільям Бекмен (USA) програв     | не пройшов                      |       |
| Вільна, до 71,7 кг    | Вільям Геннессі     |                                 | А. Меллінгер (USA) виграв       | Чарльз Еріксен (USA) програв    | не пройшов                      |       |
| Вільна, до 71,7 кг    | Вільям Шефер        | А. Дж. Бечестобілл (USA) виграв | Вільям Бекмен (USA) програв     | не пройшов                      | не пройшов                      |       |
| Вільна, до 71,7 кг    | Гуго Тьоппен        |                                 | Отто Рем (USA) програв          | не пройшов                      | не пройшов                      |       |
| Вільна, до 71,7 кг    | А. Меллінгер        |                                 | Вільям Геннессі (USA) програв   | не пройшов                      | не пройшов                      |       |
| Вільна, до 71,7 кг    | Альберт Бечестобілл | Вільям Шефер (USA) програв      | не пройшов                      | не пройшов                      | не пройшов                      |       |
| Вільна, до 71,7 кг    | Семюель Філер       | Вільям Бекмен (USA) програв     | не пройшов                      | не пройшов                      | не пройшов                      |       |
| Вільна, понад 71,7 кг | Фред Вормбольдт     |                                 | Бернгофф Гансен (NOR) програв   | не пройшов                      | не пройшов                      | 3     |
| Вільна, понад 71,7 кг | Вільям Геннессі     |                                 |                                 | Бернхафф Хенсен (USA) програв   | не пройшов                      |       |
| Вільна, понад 71,7 кг | Джозеф Ділг         |                                 |                                 | Франк Куглер (USA) програв      | не пройшов                      |       |

## Велоспорт

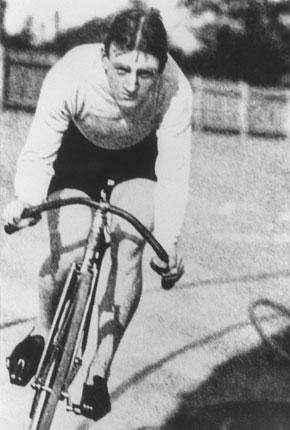
Чотириразовий олімпійський чемпіон Маркус Гарлі під час одного із заїздів

| Змагання  | Спортсмени                   | Чвертьфінал | Чвертьфінал | Півфінал   | Півфінал   | Фінал      | Фінал      |
| Змагання  | Спортсмени                   | Результат   | Місце       | Результат  | Місце      | Результат  | Місце      |
| --------- | ---------------------------- | ----------- | ----------- | ---------- | ---------- | ---------- | ---------- |
| 0,25 милі | Маркус Гарлі                 | 35,6        | 1           | 34,8       | 1          | 31,8       | 1          |
| 0,25 милі | Бартон Даунінґ               | 35,2        | 1           | невідомий  | 2          | невідомий  | 2          |
| 0,25 милі | Тедді Біллінгтон             | 36,0        | 1           | невідомий  | 2          | невідомий  | 3          |
| 0,25 милі | Оскар Герке                  | 34,8        | 1           | 33,4       | 1          | невідомий  | 4          |
| 0,25 милі | Френк Біззоні                | невідомий   | 2           | невідомий  | 3-4        | не пройшов | не пройшов |
| 0,25 милі | Френк Монталді               | невідомий   | 2           | невідомий  | 3-4        | не пройшов | не пройшов |
| 0,25 милі | Артур Ендрюс                 | невідомий   | 2           | невідомий  | 3-4        | не пройшов | не пройшов |
| 0,25 милі | Генрі Уіттман                | невідомий   | 2           | невідомий  | 3-4        | не пройшов | не пройшов |
| 0,25 милі | Оскар Шваб                   | невідомий   | 3           | не пройшов | не пройшов | не пройшов | не пройшов |
| 0,25 милі | Фред Ґрінгем                 | невідомий   | 3           | не пройшов | не пройшов | не пройшов | не пройшов |
| 0,25 милі | Ентоні Вільямсен             | невідомий   | 3           | не пройшов | не пройшов | не пройшов | не пройшов |
| 0,33 милі | Маркус Гарлі                 | невідомий   | 1-2         | 44,2       | 1          | 43,8       | 1          |
| 0,33 милі | Бартон Даунінґ               | невідомий   | 1-2         | невідомий  | 2          | невідомий  | 2          |
| 0,33 милі | Тедді Біллінгтон             | невідомий   | 2           | 50,2       | 1          | невідомий  | 3          |
| 0,33 милі | Чарлз Шлі                    | невідомий   | 1           | невідомий  | 2          | невідомий  | 4          |
| 0,33 милі | Оскар Герке                  | невідомий   | 1           | невідомий  | 3-4        | не пройшов | не пройшов |
| 0,33 милі | Фред Ґрінгем                 | невідомий   | 2           | невідомий  | 3-4        | не пройшов | не пройшов |
| 0,33 милі | 2 невідомих спортсмена       | невідомий   | 1-2         | невідомий  | 3-4        | не пройшов | не пройшов |
| 0,33 милі | 1 невідомий спортсмен        | невідомий   | 3           | не пройшов | не пройшов | не пройшов | не пройшов |
| 0,33 милі | 1 невідомий спортсмен        | невідомий   | 3           | не пройшов | не пройшов | не пройшов | не пройшов |
| 0,5 милі  | Маркус Гарлі                 | 1:08,6      | 1           | 1:12,8     | 1          | 1:09,0     | 1          |
| 0,5 милі  | Тедді Біллінгтон             | 1:18,6      | 1           | 1:09,0     | 1          | невідомий  | 2          |
| 0,5 милі  | Бартон Даунінґ               | 1:13,6      | 1           | невідомий  | 2          | невідомий  | 3          |
| 0,5 милі  | Джордж Вілі                  | невідомий   | 2           | невідомий  | 2          | невідомий  | 4          |
| 0,5 милі  | Еме Фрітц.                   | 1:07,0      | 1           | невідомий  | 3-4        | не пройшов | не пройшов |
| 0,5 милі  | Чарлз Шлі                    | невідомий   | 2           | невідомий  | 3-4        | не пройшов | не пройшов |
| 0,5 милі  | Генрі Уіттман                | невідомий   | 2           | невідомий  | 3-4        | не пройшов | не пройшов |
| 0,5 милі  | Фред Ґрінгем                 | невідомий   | 2           | невідомий  | 3-4        | не пройшов | не пройшов |
| 0,5 милі  | Артур Ендрюс                 | невідомий   | 3           | не пройшов | не пройшов | не пройшов | не пройшов |
| 0,5 милі  | Оскар Герке                  | невідомий   | 3           | не пройшов | не пройшов | не пройшов | не пройшов |
| 0,5 милі  | Ентоні Вільямсен             | невідомий   | 3           | не пройшов | не пройшов | не пройшов | не пройшов |
| 0,5 милі  | Лео Ларсон                   | невідомий   | 3           | не пройшов | не пройшов | не пройшов | не пройшов |
| 0,5 милі  | Джоель МакКреа               | невідомий   | 4           | не пройшов | не пройшов | не пройшов | не пройшов |
| 0,5 милі  | Оскар Шваб                   | невідомий   | 4           | не пройшов | не пройшов | не пройшов | не пройшов |
| 0,5 милі  | 1 невідомий спортсмен        | невідомий   | 4           | не пройшов | не пройшов | не пройшов | не пройшов |
| 0,5 милі  | 1 невідомий спортсмен        | невідомий   | 4           | не пройшов | не пройшов | не пройшов | не пройшов |
| 1 миля    | Маркус Гарлі                 |             |             | 2:34,2     | 1          | 2:41,6     | 1          |
| 1 миля    | Бартон Даунінґ               |             |             | 2:33.0     | 1          | невідомий  | 2          |
| 1 миля    | Тедді Біллінгтон             |             |             | невідомий  | 2          | невідомий  | 3          |
| 1 миля    | Оскар Герке                  |             |             | невідомий  | 2          | невідомий  | 4          |
| 1 миля    | Чарлз Шлі                    |             |             | невідомий  | 3          | не пройшов | не пройшов |
| 1 миля    | Джордж Вілі                  |             |             | невідомий  | 3          | не пройшов | не пройшов |
| 1 миля    | Ентоні Вільямсен             |             |             | невідомий  | 4          | не пройшов | не пройшов |
| 1 миля    | Джоель МакКреа               |             |             | DNF        | —          | не пройшов | не пройшов |
| 2 милі    | Бартон Даунінґ               |             |             |            |            | 4:57.8     | 1          |
| 2 милі    | Оскар Герке                  |             |             |            |            | невідомий  | 2          |
| 2 милі    | Маркус Харлі                 |             |             |            |            | невідомий  | 3          |
| 2 милі    | Тедді Біллінгтон             |             |             |            |            | невідомий  | 4          |
| 2 милі    | Чарлз Шлі                    |             |             |            |            | невідомий  | 5-13       |
| 2 милі    | 8 невідомих спортсменів      |             |             |            |            | невідомий  | 5-13       |
| 5 миль    | Чарлз Шлі                    |             |             |            |            | 13:08,2    | 1          |
| 5 миль    | Джордж Уїлі                  |             |             |            |            | невідомий  | 2          |
| 5 миль    | Артур Ендрюс                 |             |             |            |            | невідомий  | 3          |
| 5 миль    | Джуліус Шефер                |             |             |            |            | невідомий  | 4          |
| 5 миль    | Кілька невідомих спортсменів |             |             |            |            | невідомий  | 5-?        |
| 5 миль    | Тедді Біллінгтон             |             |             |            |            | DNF        | —          |
| 5 миль    | Оскар Герке                  |             |             |            |            | DNF        | —          |
| 5 миль    | Бартон Даунінґ               |             |             |            |            | DNF        | —          |
| 5 миль    | Маркус Гарлі                 |             |             |            |            | DNF        | —          |
| 5 миль    | Джоель МакКреа               |             |             |            |            | DNF        | —          |
| 25 миль   | Бартон Даунінґ               |             |             |            |            | 1:10:55.4  | 1          |
| 25 миль   | Артур Ендрюс                 |             |             |            |            | невідомий  | 2          |
| 25 миль   | Джордж Уїлі                  |             |             |            |            | невідомий  | 3          |
| 25 миль   | Семюель Ла Войс              |             |             |            |            | невідомий  | 4          |
| 25 миль   | Тедді Біллінгтон             |             |             |            |            | DNF        | —          |
| 25 миль   | Оскар Герке                  |             |             |            |            | DNF        | —          |
| 25 миль   | Ентоні Вільямсен             |             |             |            |            | DNF        | —          |
| 25 миль   | Маркус Гарлі                 |             |             |            |            | DNF        | —          |
| 25 миль   | Джуліус Шифер                |             |             |            |            | DNF        | —          |
| 25 миль   | Чарлз Шлі                    |             |             |            |            | DNF        | —          |

## Водні види спорту

### Плавання
| Змагання                             | Спортсмени                                                | Півфінал  | Півфінал | Фінал     | Фінал |
| Змагання                             | Спортсмени                                                | Результат | Місце    | Результат | Місце |
| ------------------------------------ | --------------------------------------------------------- | --------- | -------- | --------- | ----- |
| 50 ярдів вільним стилем              | Скотт Лірі                                                | 28,2      | 1        | 28,2/28,6 | 2     |
| 50 ярдів вільним стилем              | Чарлз Деніелс                                             | невідомий | 2        | невідомий | 3     |
| 50 ярдів вільним стилем              | Девід Гол                                                 | невідомий | 3        | невідомий | 4     |
| 50 ярдів вільним стилем              | Лео Ґудвін                                                | невідомий | 2        | невідомий | 5     |
| 50 ярдів вільним стилем              | Реймонд Торн                                              | невідомий | 3        | невідомий | 6     |
| 100 ярдів вільним стилем             | Чарлз Деніелс                                             | 1:07,4    | 1        | невідомий | 2     |
| 100 ярдів вільним стилем             | Скотт Лірі                                                | невідомий | 2        | невідомий | 3     |
| 100 ярдів вільним стилем             | Девід Гол                                                 | невідомий | 2        | невідомий | 4     |
| 100 ярдів вільним стилем             | Девід Геммонд                                             | невідомий | 3        | невідомий | 5     |
| 100 ярдів вільним стилем             | Лео Ґудвін                                                | невідомий | 3        | невідомий | 6     |
| 220 ярдів вільним стилем             | Чарлз Деніелс                                             |           |          | 2:44,2    | 1     |
| 220 ярдів вільним стилем             | Едгар Адамс                                               |           |          | невідомий | 4     |
| 440 ярдів вільним стилем             | Чарлз Деніелс                                             |           |          | 6:16,2    | 1     |
| 440 ярдів вільним стилем             | Лео Ґудвін                                                |           |          | невідомий | 4     |
| 880 ярдів вільним стилем             | Едгар Адамс                                               |           |          | невідомий | 4     |
| 880 ярдів вільним стилем             | Джем Генді                                                |           |          | невідомий | 5     |
| 1 миля вільним стилем                | Едгар Адамс                                               |           |          | DNF       | —     |
| 1 миля вільним стилем                | Джон Меєрс                                                |           |          | DNF       | —     |
| 1 миля вільним стилем                | Луїс Гендлі                                               |           |          | DNF       | —     |
| Естафета 4 × 50 ярдів вільним стилем | Лео Ґудвін, Чарлз Деніелс, Джо Радді, Луїс Гендлі         |           |          | 2:04,6    | 1     |
| Естафета 4 × 50 ярдів вільним стилем | Гуґо Ґетц, Білл Таттл, Реймонд Торн, Девід Геммонд        |           |          | невідомий | 2     |
| Естафета 4 × 50 ярдів вільним стилем | Білл Ортвейн, Амеді Рейберн, Марквард Шварц, Гвінн Еванс  |           |          | невідомий | 3     |
| Естафета 4 × 50 ярдів вільним стилем | Едґар Адамс, Девід Браттон, Джордж ван Кліф, Девід Гессер |           |          | невідомий | 4     |
| 100 ярдів на спині                   | Білл Ортвейн                                              |           |          | невідомий | 4     |
| 100 ярдів на спині                   | Едвін Свотек                                              |           |          | невідомий | 5-6   |
| 100 ярдів на спині                   | Девід Геммонд                                             |           |          | невідомий | 5-6   |
| 440 ярдів брасом                     | Джем Генді                                                |           |          | невідомий | 3     |

### Стрибки у воду
| Змагання             | Спортсмени      | Фінал     | Фінал |
| Змагання             | Спортсмени      | Результат | Місце |
| -------------------- | --------------- | --------- | ----- |
| Вишка                | Джордж Шелдон   | 12,66     | 1     |
| Вишка                | Френк Кегоу     | 11,33     | 3     |
| Стрибки на дальність | Вільям Діка     | 19,05 м   | 1     |
| Стрибки на дальність | Едгар Адамс     | 17,52 м   | 2     |
| Стрибки на дальність | Лео Ґудвін      | 17,37 м   | 3     |
| Стрибки на дальність | Ньюман Семюельс | 16,76 м   | 4     |
| Стрибки на дальність | Чарльз Пьюра    | 14,02 м   | 5     |

## Гольф
| Змагання         | Спортсмени | Кваліфікація | Кваліфікація | Перший раунд | Другий раунд | Чвертьфінал | Півфінал                   | Фінал                      | Місце      |
| Змагання         | Спортсмени | Результат | Місце | Суперник Результат | Суперник Результат | Суперник Результат | Суперник Результат         | Суперник Результат         | Місце      |
| ---------------- | --- | --- | --- | --- | --- | --- | -------------------------- | -------------------------- | ---------- |
| Одиночний розряд | Чендлер Іґан | 166 | 6 | Гарольд Фрейзер (USA) виграв | Натаніель Мур (USA) виграв | Гаррі Аллен (USA) виграв | Барт Мак-Кіні (USA) виграв | Джордж Лайон (CAN) програв | 2          |
| Одиночний розряд | Френсіс Ньютон | 164 | 3 | Едвард Каммінс (USA) виграв | Аллен Ларді (USA) виграв | Мейсон Фелпс (USA) виграв | Джордж Лайон (CAN) програв | не пройшов                 | 3          |
| Одиночний розряд | Барт Мак-Кінні | 170 | 11 | Гарольд Вебер (USA) виграв | Роберт Хантер (USA) виграв | Деніел Сойер (USA) виграв | Чендлер Іген (USA) програв | не пройшов                 | 3          |
| Одиночний розряд | Мейсон Фелпс | 166 | 6 | Фредерік Семпл (USA) виграв | Артур Хевемайер (USA) виграв | Френсіс Ньютон (USA) програв | не пройшов                 | не пройшов                 | 5-8        |
| Одиночний розряд | Альберт Ламберт | 168 | 8 | Волтер Іген (USA) виграв | Ральф Мак-Кіттрік (USA) виграв | Джордж Лайон (CAN) програв | не пройшов                 | не пройшов                 | 5-8        |
| Одиночний розряд | Деніел Сойер | 169 | 9 | Джессі Керлтон (USA) виграв | Сімпсон Фуліс (GBR) виграв | Барт Мак-Кіні (USA) програв | не пройшов                 | не пройшов                 | 5-8        |
| Одиночний розряд | Гаррі Аллен | 178 | 22 | Воррен Вуд (USA) виграв | Вільям Стікні (USA) виграв | Чендлер Іген (USA) програв | не пройшов                 | не пройшов                 | 5-8        |
| Одиночний розряд | Ральф Мак-Кіттрік | 163 | 1 | Дуглас Кадваладер (USA) виграв | Альберт Ламберт (USA) програв | не пройшов | не пройшов                 | не пройшов                 | 9-16       |
| Одиночний розряд | Стюарт Стікні | 163 | 1 | Вільям Сміт (USA) виграв | Джордж Лайон (CAN) програв | не пройшов | не пройшов                 | не пройшов                 | 9-16       |
| Одиночний розряд | Вільям Стікні | 165 | 3 | Клемент Смут (USA) виграв | Гаррі Аллен (USA) програв | не пройшов | не пройшов                 | не пройшов                 | 9-16       |
| Одиночний розряд | Роберт Гантер | 171 | 14 | Реймонд Хевемайер (USA) виграв | Барт Мак-Кіні (USA) програв | не пройшов | не пройшов                 | не пройшов                 | 9-16       |
| Одиночний розряд | Натаніель Мур | 177 | 19 | Орус Джонс (USA) виграв | Чендлер Іген (USA) програв | не пройшов | не пройшов                 | не пройшов                 | 9-16       |
| Одиночний розряд | Артур Хевемайер | 178 | 22 | Симеон Прайс (USA) виграв | Мейсон Фелпс (USA) програв | не пройшов | не пройшов                 | не пройшов                 | 9-16       |
| Одиночний розряд | Аллен Лард | 183 | 29 | Абнер Вікері (USA) виграв | Френсіс Ньютон (USA) програв | не пройшов | не пройшов                 | не пройшов                 | 9-16       |
| Одиночний розряд | Волтер Іген | 165 | 4 | Альберт Ламберт (USA) програв | не пройшов | не пройшов | не пройшов                 | не пройшов                 | 17-32      |
| Одиночний розряд | Воррен Вуд | 170 | 11 | Гаррі Аллен (USA) програв | не пройшов | не пройшов | не пройшов                 | не пройшов                 | 17-32      |
| Одиночний розряд | Дуглас Кадваладер | 170 | 11 | Ральф Мак-Кіттрік (USA) програв | не пройшов | не пройшов | не пройшов                 | не пройшов                 | 17-32      |
| Одиночний розряд | Генрі Поттер | 173 | 15 | Сімпсон Фуліс (GBR) програв | не пройшов | не пройшов | не пройшов                 | не пройшов                 | 17-32      |
| Одиночний розряд | Гарольд Вебер | 174 | 16 | Барт Мак-Кіні (USA) програв | не пройшов | не пройшов | не пройшов                 | не пройшов                 | 17-32      |
| Одиночний розряд | Джессі Керлтон | 174 | 16 | Деніел Сойер (USA) програв | не пройшов | не пройшов | не пройшов                 | не пройшов                 | 17-32      |
| Одиночний розряд | Орус Джонс | 177 | 19 | Натаніель Мур (USA) програв | не пройшов | не пройшов | не пройшов                 | не пройшов                 | 17-32      |
| Одиночний розряд | Саймон Прайс | 177 | 19 | Артур Хевемайер (USA) програв | не пройшов | не пройшов | не пройшов                 | не пройшов                 | 17-32      |
| Одиночний розряд | Клемент Смут | 178 | 22 | Вільям Стікні (USA) програв | не пройшов | не пройшов | не пройшов                 | не пройшов                 | 17-32      |
| Одиночний розряд | Едвард Каммінс | 179 | 25 | Френсіс Ньютон (USA) програв | не пройшов | не пройшов | не пройшов                 | не пройшов                 | 17-32      |
| Одиночний розряд | Фредерік Семпл | 180 | 26 | Мейсон Фелпс (USA) програв | не пройшов | не пройшов | не пройшов                 | не пройшов                 | 17-32      |
| Одиночний розряд | Абнер Вікері | 182 | 27 | Аллен Ларді (USA) програв | не пройшов | не пройшов | не пройшов                 | не пройшов                 | 17-32      |
| Одиночний розряд | Джон Кеді | 182 | 27 | Джордж Лайон (CAN) програв | не пройшов | не пройшов | не пройшов                 | не пройшов                 | 17-32      |
| Одиночний розряд | Вільям Сміт | 183 | 29 | Стюарт Стікні (USA) програв | не пройшов | не пройшов | не пройшов                 | не пройшов                 | 17-32      |
| Одиночний розряд | Гарольд Фрейзер | 183 | 29 | Чендлер Іген (USA) програв | не пройшов | не пройшов | не пройшов                 | не пройшов                 | 17-32      |
| Одиночний розряд | Реймонд Хевемайер | 183 | 29 | Роберт Хантер (USA) програв | не пройшов | не пройшов | не пройшов                 | не пройшов                 | 17-32      |
| Одиночний розряд | Барт Адамс | 184 | 33 | не пройшов | не пройшов | не пройшов | не пройшов                 | не пройшов                 | не пройшов |
| Одиночний розряд | Вільям Бартон | 184 | 33 | не пройшов | не пройшов | не пройшов | не пройшов                 | не пройшов                 | не пройшов |
| Одиночний розряд | Луї Бойд | 185 | 35 | не пройшов | не пройшов | не пройшов | не пройшов                 | не пройшов                 | не пройшов |
| Одиночний розряд | Чарльз Скаддер | 185 | 35 | не пройшов | не пройшов | не пройшов | не пройшов                 | не пройшов                 | не пройшов |
| Одиночний розряд | Едвін Хантер | 187 | 37 | не пройшов | не пройшов | не пройшов | не пройшов                 | не пройшов                 | не пройшов |
| Одиночний розряд | Гарольд Сімкінс | 187 | 37 | не пройшов | не пройшов | не пройшов | не пройшов                 | не пройшов                 | не пройшов |
| Одиночний розряд | Джон Рам | 188 | 39 | не пройшов | не пройшов | не пройшов | не пройшов                 | не пройшов                 | не пройшов |
| Одиночний розряд | Герберт Самні | 191 | 40 | не пройшов | не пройшов | не пройшов | не пройшов                 | не пройшов                 | не пройшов |
| Одиночний розряд | Артур Гассі | 191 | 40 | не пройшов | не пройшов | не пройшов | не пройшов                 | не пройшов                 | не пройшов |
| Одиночний розряд | Кемпбелл Браун | 192 | 42 | не пройшов | не пройшов | не пройшов | не пройшов                 | не пройшов                 | не пройшов |
| Одиночний розряд | Едгар Девіс | 192 | 42 | не пройшов | не пройшов | не пройшов | не пройшов                 | не пройшов                 | не пройшов |
| Одиночний розряд | Генрі Кейс | 192 | 42 | не пройшов | не пройшов | не пройшов | не пройшов                 | не пройшов                 | не пройшов |
| Одиночний розряд | Джордж Пауелл | 195 | 45 | не пройшов | не пройшов | не пройшов | не пройшов                 | не пройшов                 | не пройшов |
| Одиночний розряд | Чарльз Віллард | 195 | 45 | не пройшов | не пройшов | не пройшов | не пройшов                 | не пройшов                 | не пройшов |
| Одиночний розряд | Р.Х.Флек | 195 | 45 | не пройшов | не пройшов | не пройшов | не пройшов                 | не пройшов                 | не пройшов |
| Одиночний розряд | Чарльз Поттер | 196 | 48 | не пройшов | не пройшов | не пройшов | не пройшов                 | не пройшов                 | не пройшов |
| Одиночний розряд | Джордж Томас | 196 | 48 | не пройшов | не пройшов | не пройшов | не пройшов                 | не пройшов                 | не пройшов |
| Одиночний розряд | Джордж Олівер | 197 | 50 | не пройшов | не пройшов | не пройшов | не пройшов                 | не пройшов                 | не пройшов |
| Одиночний розряд | У. А. Херсі | 198 | 51 | не пройшов | не пройшов | не пройшов | не пройшов                 | не пройшов                 | не пройшов |
| Одиночний розряд | Д. С. Брандт | 199 | 52 | не пройшов | не пройшов | не пройшов | не пройшов                 | не пройшов                 | не пройшов |
| Одиночний розряд | Бернард Едмундз | 199 | 52 | не пройшов | не пройшов | не пройшов | не пройшов                 | не пройшов                 | не пройшов |
| Одиночний розряд | Альфред Аннан | 202 | 55 | не пройшов | не пройшов | не пройшов | не пройшов                 | не пройшов                 | не пройшов |
| Одиночний розряд | Л. Д. Хезлтон | 202 | 55 | не пройшов | не пройшов | не пройшов | не пройшов                 | не пройшов                 | не пройшов |
| Одиночний розряд | Мюррей Карлтон | 203 | 57 | не пройшов | не пройшов | не пройшов | не пройшов                 | не пройшов                 | не пройшов |
| Одиночний розряд | Луї Елліс | 205 | 58 | не пройшов | не пройшов | не пройшов | не пройшов                 | не пройшов                 | не пройшов |
| Одиночний розряд | Джон Ватсон | 206 | 59 | не пройшов | не пройшов | не пройшов | не пройшов                 | не пройшов                 | не пройшов |
| Одиночний розряд | Олександр Макінтош | 207 | 60 | не пройшов | не пройшов | не пройшов | не пройшов                 | не пройшов                 | не пройшов |
| Одиночний розряд | Джарвіс Хант | 207 | 60 | не пройшов | не пройшов | не пройшов | не пройшов                 | не пройшов                 | не пройшов |
| Одиночний розряд | Вільям Візерс | 209 | 62 | не пройшов | не пройшов | не пройшов | не пройшов                 | не пройшов                 | не пройшов |
| Одиночний розряд | Уоллес Шоу | 209 | 62 | не пройшов | не пройшов | не пройшов | не пройшов                 | не пройшов                 | не пройшов |
| Одиночний розряд | Джозеф Ховард | 210 | 64 | не пройшов | не пройшов | не пройшов | не пройшов                 | не пройшов                 | не пройшов |
| Одиночний розряд | Мід Єйтс | 213 | 66 | не пройшов | не пройшов | не пройшов | не пройшов                 | не пройшов                 | не пройшов |
| Одиночний розряд | Д. Л. Стек | 213 | 66 | не пройшов | не пройшов | не пройшов | не пройшов                 | не пройшов                 | не пройшов |
| Одиночний розряд | Вільям Гросклоуз | 214 | 68 | не пройшов | не пройшов | не пройшов | не пройшов                 | не пройшов                 | не пройшов |
| Одиночний розряд | Саймон Харбо | 214 | 68 | не пройшов | не пройшов | не пройшов | не пройшов                 | не пройшов                 | не пройшов |
| Одиночний розряд | Е. У. Лансінг | 219 | 70 | не пройшов | не пройшов | не пройшов | не пройшов                 | не пройшов                 | не пройшов |
| Одиночний розряд | Едвард Глауд | 222 | 71 | не пройшов | не пройшов | не пройшов | не пройшов                 | не пройшов                 | не пройшов |
| Одиночний розряд | Кларенс Анджир | 226 | 72 | не пройшов | не пройшов | не пройшов | не пройшов                 | не пройшов                 | не пройшов |
| Одиночний розряд | Е. Лі Джонс | 240 | 74 | не пройшов | не пройшов | не пройшов | не пройшов                 | не пройшов                 | не пройшов |
| Одиночний розряд | Чарльз Корі | | — | не пройшов | не пройшов | не пройшов | не пройшов                 | не пройшов                 | не пройшов |
| Змагання         | Спортсмени | Спортсмени | Спортсмени | Спортсмени | Спортсмени | Спортсмени | Фінал                      | Фінал                      | Фінал      |
| Змагання         | Спортсмени | Спортсмени | Спортсмени | Спортсмени | Спортсмени | Спортсмени | Результат                  |                            |            |
| Командний розряд | Чендлер Іґан, Деніел Сойер, Роберт Гантер, Кеннет Едвардс, Клемент Смут, Воррен Вуд, Мейсон Фелпс, Волтер Іген, Едвард Каммінс, Натаніель Мур            | Чендлер Іґан, Деніел Сойер, Роберт Гантер, Кеннет Едвардс, Клемент Смут, Воррен Вуд, Мейсон Фелпс, Волтер Іген, Едвард Каммінс, Натаніель Мур            | Чендлер Іґан, Деніел Сойер, Роберт Гантер, Кеннет Едвардс, Клемент Смут, Воррен Вуд, Мейсон Фелпс, Волтер Іген, Едвард Каммінс, Натаніель Мур            | Чендлер Іґан, Деніел Сойер, Роберт Гантер, Кеннет Едвардс, Клемент Смут, Воррен Вуд, Мейсон Фелпс, Волтер Іген, Едвард Каммінс, Натаніель Мур            | Чендлер Іґан, Деніел Сойер, Роберт Гантер, Кеннет Едвардс, Клемент Смут, Воррен Вуд, Мейсон Фелпс, Волтер Іген, Едвард Каммінс, Натаніель Мур            | Чендлер Іґан, Деніел Сойер, Роберт Гантер, Кеннет Едвардс, Клемент Смут, Воррен Вуд, Мейсон Фелпс, Волтер Іген, Едвард Каммінс, Натаніель Мур            | 1749                       | 1                          | 1          |
| Командний розряд | Френсіс Ньютон, Генрі Поттер, Ральф Мак-Кіттрік, Альберт Ламберт, Фредерік Семпл, Стюарт Стікні, Барт Мак-Кінні, Вільям Стікні, Джон Максвелл, Джон Кеді | Френсіс Ньютон, Генрі Поттер, Ральф Мак-Кіттрік, Альберт Ламберт, Фредерік Семпл, Стюарт Стікні, Барт Мак-Кінні, Вільям Стікні, Джон Максвелл, Джон Кеді | Френсіс Ньютон, Генрі Поттер, Ральф Мак-Кіттрік, Альберт Ламберт, Фредерік Семпл, Стюарт Стікні, Барт Мак-Кінні, Вільям Стікні, Джон Максвелл, Джон Кеді | Френсіс Ньютон, Генрі Поттер, Ральф Мак-Кіттрік, Альберт Ламберт, Фредерік Семпл, Стюарт Стікні, Барт Мак-Кінні, Вільям Стікні, Джон Максвелл, Джон Кеді | Френсіс Ньютон, Генрі Поттер, Ральф Мак-Кіттрік, Альберт Ламберт, Фредерік Семпл, Стюарт Стікні, Барт Мак-Кінні, Вільям Стікні, Джон Максвелл, Джон Кеді | Френсіс Ньютон, Генрі Поттер, Ральф Мак-Кіттрік, Альберт Ламберт, Фредерік Семпл, Стюарт Стікні, Барт Мак-Кінні, Вільям Стікні, Джон Максвелл, Джон Кеді | 1770                       | 2                          | 2          |
| Командний розряд | Дуглас Кадваладер, Аллен Лард, Джессі Керлтон, Саймон Прайс, Гарольд Вебер, Джон Рам, Орус Джонс, Артур Гассі, Гарольд Фрейзер, Джордж Олівер            | Дуглас Кадваладер, Аллен Лард, Джессі Керлтон, Саймон Прайс, Гарольд Вебер, Джон Рам, Орус Джонс, Артур Гассі, Гарольд Фрейзер, Джордж Олівер            | Дуглас Кадваладер, Аллен Лард, Джессі Керлтон, Саймон Прайс, Гарольд Вебер, Джон Рам, Орус Джонс, Артур Гассі, Гарольд Фрейзер, Джордж Олівер            | Дуглас Кадваладер, Аллен Лард, Джессі Керлтон, Саймон Прайс, Гарольд Вебер, Джон Рам, Орус Джонс, Артур Гассі, Гарольд Фрейзер, Джордж Олівер            | Дуглас Кадваладер, Аллен Лард, Джессі Керлтон, Саймон Прайс, Гарольд Вебер, Джон Рам, Орус Джонс, Артур Гассі, Гарольд Фрейзер, Джордж Олівер            | Дуглас Кадваладер, Аллен Лард, Джессі Керлтон, Саймон Прайс, Гарольд Вебер, Джон Рам, Орус Джонс, Артур Гассі, Гарольд Фрейзер, Джордж Олівер            | 1839                       | 3                          | 3          |

### Лакросс
Склад команди
- Альберт Венн(інші мови)
- А. М. Вудс(інші мови)
- В. Р. Ґібсон(інші мови)
- Дж. У. Даулінг(інші мови)
- Х'ю Гроган(інші мови)
- Вільям Мерфі(інші мови)
- Джордж Пассмур(інші мови)
- Вільям Пассмур(інші мови)
- Вільям Партрідж(інші мови)
- В. Дж. Росс(інші мови)
- Джек Салліван(інші мови)
- Джек Салліван(інші мови)
- Альберт Леман(інші мови)

Змагання
|  | Півфінали | Півфінали |   |  | Фінал               | Фінал |  |
|  |           |           |   |  |                     |       |  |
|  | 2 липня   |           |   |  |                     |       |  |
|  | США       | 2         |   |  |                     |       |  |
|  | Канада 2  | 0         |   |  |                     |       |  |
|  |           |           |   |  |                     |       |  |
|  |           |           |   |  | 7 липня             |       |  |
|  |           |           |   |  | США                 | 2     |  |
|  |           | Канада 1  | 8 |  |                     |       |  |
|  |           |           |   |  |                     |       |  |
|  |           |           |   |  |                     |       |  |
|  |           |           |   |  | Матч за третє місце |       |  |
|  |           |           |   |  |                     |       |  |
|  | Канада 1  | —         |   |  |                     |       |  |
|  | немає     | —         |   |  |                     |       |  |

## Легка атлетика
| Змагання                  | Спортсмен                                                                                     | Півфінал  | Півфінал | Додатковий раунд | Додатковий раунд | Фінал                       | Фінал      |
| Змагання                  | Спортсмен                                                                                     | Результат | Місце    | Результат        | Місце            | Результат                   | Місце      |
| ------------------------- | --------------------------------------------------------------------------------------------- | --------- | -------- | ---------------- | ---------------- | --------------------------- | ---------- |
| 60 метрів                 | Арчі Хан                                                                                      | 7,2       | 1        |                  |                  | 7,0 з OR                    | 1          |
| 60 метрів                 | Вільям Гоґенсон                                                                               | 7,0 з OR  | 1        |                  |                  | 7,2                         | 2          |
| 60 метрів                 | Фей Маултон                                                                                   | 7,0 з OR  | 1        |                  |                  | 7,2                         | 3          |
| 60 метрів                 | Клайд Блер                                                                                    | 7,0 з OR  | 1        |                  |                  | 7,2                         | 4          |
| 60 метрів                 | Маєр Прінштейн                                                                                | невідомий | 2        | 7,2              | 2                | невідомий                   | 5          |
| 60 метрів                 | Френк Каслмен                                                                                 | невідомий | 2        | 7,2              | 1                | невідомий                   | 6          |
| 60 метрів                 | Натаніель Картмелл                                                                            | невідомий | 2        | невідомий        | 3-4              | не пройшов                  | не пройшов |
| 60 метрів                 | Лоусон Робертсон                                                                              | невідомий | 3        | не пройшов       | не пройшов       | не пройшов                  | не пройшов |
| 60 метрів                 | Джордж Поадж                                                                                  | невідомий | 3-4      | не пройшов       | не пройшов       | не пройшов                  | не пройшов |
| 60 метрів                 | Вільям Хантер                                                                                 | невідомий | 3-4      | не пройшов       | не пройшов       | не пройшов                  | не пройшов |
| 100 метрів                | Арчі Хан                                                                                      | 11,4      | 1        |                  |                  | 11,0                        | 1          |
| 100 метрів                | Натаніель Картмелл                                                                            | 11,4      | 1        |                  |                  | 11,2                        | 2          |
| 100 метрів                | Вільям Гоґенсон                                                                               | 11,6      | 1        |                  |                  | 11,2                        | 3          |
| 100 метрів                | Фей Маултон                                                                                   | невідомий | 2        |                  |                  | невідомий                   | 4          |
| 100 метрів                | Фредерік Хеквольф                                                                             | невідомий | 2        |                  |                  | невідомий                   | 5          |
| 100 метрів                | Лоусон Робертсон                                                                              | невідомий | 2        |                  |                  | невідомий                   | 6          |
| 100 метрів                | Клайд Блер                                                                                    | невідомий | 3        |                  |                  | не пройшов                  | не пройшов |
| 100 метрів                | Маєр Прінштейн                                                                                | невідомий | 4        |                  |                  | не пройшов                  | не пройшов |
| 100 метрів                | Френк Каслмен                                                                                 | невідомий | 4        |                  |                  | не пройшов                  | не пройшов |
| 200 метрів                | Арчі Хан                                                                                      | 22,2 з OR | 1        |                  |                  | 21,6 з OR                   | 1          |
| 200 метрів                | Натаніель Картмелл                                                                            | невідомий | 2        |                  |                  | 21,9                        | 2          |
| 200 метрів                | Вільям Гоґенсон                                                                               | 22,8      | 1        |                  |                  | невідомий                   | 3          |
| 200 метрів                | Фей Маултон                                                                                   | невідомий | 2        |                  |                  | невідомий                   | 4          |
| 400 метрів                | Гаррі Гіллман                                                                                 |           |          |                  |                  | 49,2 з OR                   | 1          |
| 400 метрів                | Френк Воллер                                                                                  |           |          |                  |                  | 49,9                        | 2          |
| 400 метрів                | Герман Громен                                                                                 |           |          |                  |                  | 50,0                        | 3          |
| 400 метрів                | Джозеф Флемінг                                                                                |           |          |                  |                  | невідомий                   | 4          |
| 400 метрів                | Маєр Прінштейн                                                                                |           |          |                  |                  | невідомий                   | 5          |
| 400 метрів                | Джордж Поадж                                                                                  |           |          |                  |                  | невідомий                   | 6          |
| 400 метрів                | Джордж Андервуд                                                                               |           |          |                  |                  | невідомий                   | 7-12       |
| 400 метрів                | Клайд Блер                                                                                    |           |          |                  |                  | невідомий                   | 7-12       |
| 400 метрів                | Говард Валентайн                                                                              |           |          |                  |                  | невідомий                   | 7-12       |
| 400 метрів                | Пол Пілгрім                                                                                   |           |          |                  |                  | невідомий                   | 7-12       |
| 800 метрів                | Джеймс Лайтбоді                                                                               |           |          |                  |                  | 1:56,0 з OR                 | 1          |
| 800 метрів                | Говард Валентайн                                                                              |           |          |                  |                  | 1:56,3                      | 2          |
| 800 метрів                | Еміль Брайткройц                                                                              |           |          |                  |                  | 1:56,4                      | 3          |
| 800 метрів                | Джордж Андервуд                                                                               |           |          |                  |                  | невідомий                   | 4          |
| 800 метрів                | Вільям Вернер                                                                                 |           |          |                  |                  | невідомий                   | 6          |
| 800 метрів                | Джордж Бонхаг                                                                                 |           |          |                  |                  | невідомий                   | 7-13       |
| 800 метрів                | Джон Джойс                                                                                    |           |          |                  |                  | невідомий                   | 7-13       |
| 800 метрів                | Гарві Коен                                                                                    |           |          |                  |                  | невідомий                   | 7-13       |
| 800 метрів                | Пол Пілгрім                                                                                   |           |          |                  |                  | невідомий                   | 7-13       |
| 800 метрів                | Лейсі Гірн                                                                                    |           |          |                  |                  | невідомий                   | 7-13       |
| 1500 метрів               | Джеймс Лайтбоді                                                                               |           |          |                  |                  | 4:05,4 з OR                 | 1          |
| 1500 метрів               | Вільям Вернер                                                                                 |           |          |                  |                  | 4:06,8                      | 2          |
| 1500 метрів               | Лейсі Гірн                                                                                    |           |          |                  |                  | невідомий                   | 3          |
| 1500 метрів               | Девід Мансон                                                                                  |           |          |                  |                  | невідомий                   | 4          |
| 1500 метрів               | Говард Валентайн                                                                              |           |          |                  |                  | невідомий                   | 7          |
| 1500 метрів               | Гарві Коен                                                                                    |           |          |                  |                  | невідомий                   | 8          |
| 1500 метрів               | Чарльз Бекон                                                                                  |           |          |                  |                  | невідомий                   | 9          |
| Марафон                   | Томас Гікс                                                                                    |           |          |                  |                  | 3:28:53                     | 1          |
| Марафон                   | Альберт Корі                                                                                  |           |          |                  |                  | 3:34:52                     | 2          |
| Марафон                   | Артур Ньютон                                                                                  |           |          |                  |                  | 3:47:33                     | 3          |
| Марафон                   | Девід Ніланд                                                                                  |           |          |                  |                  | невідомий                   | 6          |
| Марафон                   | Генрі Брольи                                                                                  |           |          |                  |                  | невідомий                   | 7          |
| Марафон                   | Сідні Хатч                                                                                    |           |          |                  |                  | невідомий                   | 8          |
| Марафон                   | Френк Девлін                                                                                  |           |          |                  |                  | невідомий                   | 11         |
| Марафон                   | Джон Фурла                                                                                    |           |          |                  |                  | невідомий                   | 13         |
| Марафон                   | Вільям Гарсія                                                                                 |           |          |                  |                  | DNF                         | —          |
| Марафон                   | Едвард Карр                                                                                   |           |          |                  |                  | DNF                         | —          |
| Марафон                   | Томас Кеннеді                                                                                 |           |          |                  |                  | DNF                         | —          |
| Марафон                   | Джон Лордан                                                                                   |           |          |                  |                  | DNF                         | —          |
| Марафон                   | Семюель Мелор                                                                                 |           |          |                  |                  | DNF                         | —          |
| Марафон                   | Френк Пірс                                                                                    |           |          |                  |                  | DNF                         | —          |
| Марафон                   | Гай Портер                                                                                    |           |          |                  |                  | DNF                         | —          |
| Марафон                   | Майкл Спрінг                                                                                  |           |          |                  |                  | DNF                         | —          |
| Марафон                   | Роберт Фаулер                                                                                 |           |          |                  |                  | DNF                         | —          |
| Марафон                   | Джон Фой                                                                                      |           |          |                  |                  | DNF                         | —          |
| Марафон                   | Фредерік Лорз                                                                                 |           |          |                  |                  | DSQ                         | —          |
| 110 метрів з бар'єрами    | Фредерік Шуле                                                                                 | 16,2      | 1        |                  |                  | 16,0                        | 1          |
| 110 метрів з бар'єрами    | Таддеус Шідлер                                                                                | невідомий | 2        |                  |                  | 16,3                        | 2          |
| 110 метрів з бар'єрами    | Леслі Ешбернер                                                                                | невідомий | 2        |                  |                  | 16,4                        | 3          |
| 110 метрів з бар'єрами    | Френк Каслмен                                                                                 | 16,2 з    | 1        |                  |                  | невідомий                   | 4          |
| 110 метрів з бар'єрами    | Вард Мак-Ленехен                                                                              | невідомий | 3        |                  |                  | не пройшов                  | не пройшов |
| 200 метрів з бар'єрами    | Гаррі Гіллман                                                                                 |           |          |                  |                  | 24,6 з OR                   | 1          |
| 200 метрів з бар'єрами    | Френк Каслмен                                                                                 |           |          |                  |                  | 24,9                        | 2          |
| 200 метрів з бар'єрами    | Джордж Поадж                                                                                  |           |          |                  |                  | невідомий                   | 3          |
| 200 метрів з бар'єрами    | Джордж Варнелл                                                                                |           |          |                  |                  | невідомий                   | 4          |
| 200 метрів з бар'єрами    | Фредерік Шуле                                                                                 |           |          |                  |                  | невідомий                   | 5          |
| 400 метрів з бар'єрами    | Гаррі Хіллман                                                                                 |           |          |                  |                  | 53,0                        | 1          |
| 400 метрів з бар'єрами    | Френк Воллер                                                                                  |           |          |                  |                  | 53,2                        | 2          |
| 400 метрів з бар'єрами    | Джордж Поадж                                                                                  |           |          |                  |                  | невідомий                   | 3          |
| 400 метрів з бар'єрами    | Джордж Варнелл                                                                                |           |          |                  |                  | невідомий                   | 4          |
| 2590 метрів з перешкодами | Джеймс Лайтбоді                                                                               |           |          |                  |                  | 7:39,6 з OR                 | 1          |
| 2590 метрів з перешкодами | Артур Ньютон                                                                                  |           |          |                  |                  | 7:46,0                      | 3          |
| 2590 метрів з перешкодами | Вільям Вернер                                                                                 |           |          |                  |                  | невідомий                   | 4          |
| 2590 метрів з перешкодами | Гарві Коен                                                                                    |           |          |                  |                  | невідомий                   | 5-7        |
| 2590 метрів з перешкодами | Девід Мансон                                                                                  |           |          |                  |                  | невідомий                   | 5-7        |
| 2590 метрів з перешкодами | Річард Сендфорд                                                                               |           |          |                  |                  | невідомий                   | 5-7        |
| 4 милі серед команд       | Артур Ньютон Джордж Андервуд Пол Пілгрім Говард Валентайн Девід Мансон                        |           |          |                  |                  | 21:17,8 невідомий невідомий | 1 5 6 7 8  |
| 4 милі серед команд       | Артур Ньютон Джордж Андервуд Пол Пілгрім Говард Валентайн Девід Мансон                        | 27 очок   | 1        |                  |                  |                             |            |
| 4 милі серед команд       | Джеймс Лайтбоді (USA) Вільям Вернер (USA) Лейсі Хірн (USA) Альбер Корі (FRA) Сідні Хатч (USA) |           |          |                  |                  | невідомий невідомий         | 2 3 4 9 10 |
| 4 милі серед команд       | Джеймс Лайтбоді (USA) Вільям Вернер (USA) Лейсі Хірн (USA) Альбер Корі (FRA) Сідні Хатч (USA) | 28 очок   | 2        |                  |                  |                             |            |
| Стрибки в довжину         | Маєр Прінштейн                                                                                |           |          |                  |                  | 7,34 м OR                   | 1          |
| Стрибки в довжину         | Деніел Френк                                                                                  |           |          |                  |                  | 6,89 м                      | 2          |
| Стрибки в довжину         | Роберт Стенгленд                                                                              |           |          |                  |                  | 6,88 м                      | 3          |
| Стрибки в довжину         | Фредерік Енглхардт                                                                            |           |          |                  |                  | 6,63 м                      | 4          |
| Стрибки в довжину         | Джордж ван Кліф                                                                               |           |          |                  |                  | невідомий                   | 5          |
| Стрибки в довжину         | Джон Хегерман                                                                                 |           |          |                  |                  | невідомий                   | 6          |
| Стрибки в довжину         | Джон Окслі                                                                                    |           |          |                  |                  | невідомий                   | 7-10       |
| Потрійний стрибок         | Маєр Прінштейн                                                                                |           |          |                  |                  | 14,34 м                     | 1          |
| Потрійний стрибок         | Фредерік Енглхардт                                                                            |           |          |                  |                  | 13,90 м                     | 2          |
| Потрійний стрибок         | Роберт Стенгленд                                                                              |           |          |                  |                  | 13,36 м                     | 3          |
| Потрійний стрибок         | Джон Фюрер                                                                                    |           |          |                  |                  | 12,91 м                     | 4          |
| Потрійний стрибок         | Джордж ван Кліф                                                                               |           |          |                  |                  | невідомий                   | 5          |
| Потрійний стрибок         | Джон Хегерман                                                                                 |           |          |                  |                  | невідомий                   | 6          |
| Потрійний стрибок         | Самуель Джонс                                                                                 |           |          |                  |                  | невідомий                   | 7          |
| Стрибки у висоту          | Самуель Джонс                                                                                 |           |          |                  |                  | 1,80 м                      | 1          |
| Стрибки у висоту          | Гаррет Севісс                                                                                 |           |          |                  |                  | 1,77 м                      | 2          |
| Стрибки у висоту          | Еміль Фреймарк                                                                                |           |          |                  |                  | невідомий                   | 5          |
| Стрибки у висоту          | Ервін Баркер                                                                                  |           |          |                  |                  | 1,70 м                      | 6          |
| Стрибки з жердиною        | Чарльз Дворак                                                                                 |           |          |                  |                  | 3,50 м OR                   | 1          |
| Стрибки з жердиною        | Лерой Семс                                                                                    |           |          |                  |                  | 3,35 м                      | 2          |
| Стрибки з жердиною        | Луї Вілкінс                                                                                   |           |          |                  |                  | 3,35 м                      | 3          |
| Стрибки з жердиною        | Вард Мак-Ленехен                                                                              |           |          |                  |                  | 3,35 м                      | 4          |
| Стрибки з жердиною        | Клод Аллен                                                                                    |           |          |                  |                  | 3,35 м                      | 5          |
| Стрибки з жердиною        | Волтер Дрей                                                                                   |           |          |                  |                  | невідомий                   | 6          |
| Стрибки в довжину з місця | Рей Юрі                                                                                       |           |          |                  |                  | 3,47 м OR                   | 1          |
| Стрибки в довжину з місця | Чарльз Кінг                                                                                   |           |          |                  |                  | 3,27 м                      | 2          |
| Стрибки в довжину з місця | Джон Біллер                                                                                   |           |          |                  |                  | 3,25 м                      | 3          |
| Стрибки в довжину з місця | Генрі Філд                                                                                    |           |          |                  |                  | 3,18 м                      | 4          |
| Потрійний стрибок з місця | Рей Юрі                                                                                       |           |          |                  |                  | 10,54 м                     | 1          |
| Потрійний стрибок з місця | Чарльз Кінг                                                                                   |           |          |                  |                  | 10,16 м                     | 2          |
| Потрійний стрибок з місця | Джозеф Стадлер                                                                                |           |          |                  |                  | 9,60 м                      | 3          |
| Потрійний стрибок з місця | Гаррет Севісс                                                                                 |           |          |                  |                  | 9,53 м                      | 4          |
| Стрибки у висоту з місця  | Рей Юрі                                                                                       |           |          |                  |                  | 1,60 м                      | 1          |
| Стрибки у висоту з місця  | Джозеф Стадлер                                                                                |           |          |                  |                  | 1,44 м                      | 2          |
| Стрибки у висоту з місця  | Лоусон Робертсон                                                                              |           |          |                  |                  | 1,44 м                      | 3          |
| Стрибки у висоту з місця  | Джон Біллер                                                                                   |           |          |                  |                  | 1,42 м                      | 4          |
| Штовхання ядра            | Ральф Роуз                                                                                    |           |          |                  |                  | 14,81 м OR                  | 1          |
| Штовхання ядра            | Веслі Коу                                                                                     |           |          |                  |                  | 14,40 м                     | 2          |
| Штовхання ядра            | Лоуренс Фойербах                                                                              |           |          |                  |                  | 13,37 м                     | 3          |
| Штовхання ядра            | Мартін Шерідан                                                                                |           |          |                  |                  | 12,39 м                     | 4          |
| Штовхання ядра            | Чарльз Чедвік                                                                                 |           |          |                  |                  | невідомий                   | 5          |
| Штовхання ядра            | Альберт Джонсон                                                                               |           |          |                  |                  | невідомий                   | 6          |
| Штовхання ядра            | Джон Гвіні                                                                                    |           |          |                  |                  | невідомий                   | 7          |
| Метання диска             | Мартін Шерідан                                                                                |           |          |                  |                  | 39,28 м OR/38,97 м          | 1          |
| Метання диска             | Ральф Роуз                                                                                    |           |          |                  |                  | 39,28 м OR/36,74 м          | 2          |
| Метання диска             | Джон Фленаган                                                                                 |           |          |                  |                  | 36,14 м                     | 4          |
| Метання диска             | Джон Біллер                                                                                   |           |          |                  |                  | невідомий                   | 5          |
| Метання диска             | Джеймс Мітчелл                                                                                |           |          |                  |                  | невідомий                   | 6          |
| Метання молота            | Джон Фленаган                                                                                 |           |          |                  |                  | 51,23 м OR                  | 1          |
| Метання молота            | Джон Де Вітт                                                                                  |           |          |                  |                  | 50,26 м                     | 2          |
| Метання молота            | Ральф Роуз                                                                                    |           |          |                  |                  | 45,73 м                     | 3          |
| Метання молота            | Чарльз Чедвік                                                                                 |           |          |                  |                  | 42,78 м                     | 4          |
| Метання молота            | Джеймс Мітчелл                                                                                |           |          |                  |                  | невідомий                   | 5          |
| Метання молота            | Альберт Джонсон                                                                               |           |          |                  |                  | невідомий                   | 6          |
| Метання ваги в 56 фунтів  | Джон Фленаган                                                                                 |           |          |                  |                  | 10,16 м                     | 2          |
| Метання ваги в 56 фунтів  | Джеймс Мітчелл                                                                                |           |          |                  |                  | 10,13 м                     | 3          |
| Метання ваги в 56 фунтів  | Чарльз Хеннеман                                                                               |           |          |                  |                  | 9,18 м                      | 4          |
| Метання ваги в 56 фунтів  | Чарльз Чедвік                                                                                 |           |          |                  |                  | невідомий                   | 5          |
| Метання ваги в 56 фунтів  | Ральф Роуз                                                                                    |           |          |                  |                  | 8,53 м                      | 6          |
| Триборство                | Макс Еммеріх                                                                                  |           |          |                  |                  | 35,7                        | 1          |
| Триборство                | Джон Грайеб                                                                                   |           |          |                  |                  | 34,0                        | 2          |
| Триборство                | Вільям Мерц                                                                                   |           |          |                  |                  | 32,9                        | 3          |
| Триборство                | Джордж Меєр                                                                                   |           |          |                  |                  | 32,4                        | 4          |
| Триборство                | Джон Біссінгер                                                                                |           |          |                  |                  | 30,8                        | 5          |
| Триборство                | Філіп Кассел                                                                                  |           |          |                  |                  | 30,1                        | 6          |
| Триборство                | Фред Шмінд                                                                                    |           |          |                  |                  | 30,0                        | 7          |
| Триборство                | Отто Нейманд                                                                                  |           |          |                  |                  | 29,6                        | 10         |
| Триборство                | Макс Гесс                                                                                     |           |          |                  |                  | 29,6                        | 10         |
| Триборство                | Едвард Зіглер                                                                                 |           |          |                  |                  | 29,2                        | 12         |
| Триборство                | Джон Лайхінгер                                                                                |           |          |                  |                  | 29,1                        | 13         |
| Триборство                | Отто Бенке                                                                                    |           |          |                  |                  | 28,7                        | 14         |
| Триборство                | Джордж Степф                                                                                  |           |          |                  |                  | 28,7                        | 14         |
| Триборство                | Ендрю Ной                                                                                     |           |          |                  |                  | 28,6                        | 16         |
| Триборство                | Роберт Рейнольдс                                                                              |           |          |                  |                  | 28,5                        | 17         |
| Триборство                | Френк Шике                                                                                    |           |          |                  |                  | 28,5                        | 17         |
| Триборство                | Ернст Рекевег                                                                                 |           |          |                  |                  | 28,2                        | 19         |
| Триборство                | Отто Штеффен                                                                                  |           |          |                  |                  | 28,0                        | 20         |
| Триборство                | Регнер Берг                                                                                   |           |          |                  |                  | 27,4                        | 22         |
| Триборство                | Рейнхард Вагнер                                                                               |           |          |                  |                  | 27,4                        | 22         |
| Триборство                | Лоренц Спен                                                                                   |           |          |                  |                  | 27,4                        | 22         |
| Триборство                | Роберт Германн                                                                                |           |          |                  |                  | 27,3                        | 25         |
| Триборство                | Теодор Гросс                                                                                  |           |          |                  |                  | 27,3                        | 25         |
| Триборство                | Ліндер Кеймен                                                                                 |           |          |                  |                  | 27,3                        | 25         |
| Триборство                | Олаф Ленднес                                                                                  |           |          |                  |                  | 27,2                        | 28         |
| Триборство                | Вільям Берівальд                                                                              |           |          |                  |                  | 27,0                        | 30         |
| Триборство                | Віллард Шрадер                                                                                |           |          |                  |                  | 27,0                        | 30         |
| Триборство                | Генрі Кедер                                                                                   |           |          |                  |                  | 26,7                        | 33         |
| Триборство                | Макс Томас                                                                                    |           |          |                  |                  | 26,6                        | 34         |
| Триборство                | Еміль Байєр                                                                                   |           |          |                  |                  | 26,5                        | 36         |
| Триборство                | Джон Д'юга                                                                                    |           |          |                  |                  | 26,5                        | 36         |
| Триборство                | Кларенс Кіддінгтон                                                                            |           |          |                  |                  | 26,5                        | 36         |
| Триборство                | Едвард Генніг                                                                                 |           |          |                  |                  | 26,5                        | 36         |
| Триборство                | Ентоні Дженк                                                                                  |           |          |                  |                  | 26,4                        | 40         |
| Триборство                | Олівер Олсен                                                                                  |           |          |                  |                  | 26,4                        | 40         |
| Триборство                | Генрі Прінцлер                                                                                |           |          |                  |                  | 26,4                        | 40         |
| Триборство                | Філліп Зонтаґ                                                                                 |           |          |                  |                  | 26,2                        | 43         |
| Триборство                | Луїс Кніп                                                                                     |           |          |                  |                  | 25,9                        | 44         |
| Триборство                | Луї Хангер                                                                                    |           |          |                  |                  | 25,9                        | 44         |
| Триборство                | Чарльз Амбс                                                                                   |           |          |                  |                  | 25,7                        | 47         |
| Триборство                | Джон Вольф                                                                                    |           |          |                  |                  | 25,7                        | 47         |
| Триборство                | Джордж Ашенбренер                                                                             |           |          |                  |                  | 25,5                        | 49         |
| Триборство                | Рудольф Крупіцер                                                                              |           |          |                  |                  | 25,5                        | 49         |
| Триборство                | Дж. Уоссоу                                                                                    |           |          |                  |                  | 25,5                        | 49         |
| Триборство                | Еміль Роут                                                                                    |           |          |                  |                  | 25,4                        | 52         |
| Триборство                | Джордж Шредер                                                                                 |           |          |                  |                  | 25,4                        | 52         |
| Триборство                | Отто Фейдер                                                                                   |           |          |                  |                  | 25,2                        | 54         |
| Триборство                | Луї Ретке                                                                                     |           |          |                  |                  | 25,1                        | 55         |
| Триборство                | Гаррі Ворнкен                                                                                 |           |          |                  |                  | 25,1                        | 55         |
| Триборство                | Філіп Шустер                                                                                  |           |          |                  |                  | 25,1                        | 55         |
| Триборство                | Вільям Трічлер                                                                                |           |          |                  |                  | 25,0                        | 59         |
| Триборство                | Антон Гайда                                                                                   |           |          |                  |                  | 25,0                        | 59         |
| Триборство                | Гаррі Генсен                                                                                  |           |          |                  |                  | 24,8                        | 62         |
| Триборство                | Макс Вольф                                                                                    |           |          |                  |                  | 24,6                        | 63         |
| Триборство                | Вільям Андельфінгер                                                                           |           |          |                  |                  | 24,5                        | 64         |
| Триборство                | Чарльз Краус                                                                                  |           |          |                  |                  | 24,5                        | 64         |
| Триборство                | Біргер Нільсен                                                                                |           |          |                  |                  | 24,4                        | 67         |
| Триборство                | Джеймс Дуайер                                                                                 |           |          |                  |                  | 24,3                        | 68         |
| Триборство                | Вільям Требенд                                                                                |           |          |                  |                  | 24,3                        | 68         |
| Триборство                | Роберт Мейсек                                                                                 |           |          |                  |                  | 24,2                        | 70         |
| Триборство                | Джордж Мастровіч                                                                              |           |          |                  |                  | 24,1                        | 71         |
| Триборство                | Чарльз Сорум                                                                                  |           |          |                  |                  | 24,0                        | 72         |
| Триборство                | Бернард Берг                                                                                  |           |          |                  |                  | 23,9                        | 73         |
| Триборство                | Джон Деллерт                                                                                  |           |          |                  |                  | 23,7                        | 74         |
| Триборство                | Андреас Кемпф                                                                                 |           |          |                  |                  | 23,6                        | 75         |
| Триборство                | Отто Томсен                                                                                   |           |          |                  |                  | 23,6                        | 75         |
| Триборство                | Едвард Трічлер                                                                                |           |          |                  |                  | 23,5                        | 77         |
| Триборство                | Генрі Крафт                                                                                   |           |          |                  |                  | 23,4                        | 79         |
| Триборство                | Бен Чімберофф                                                                                 |           |          |                  |                  | 23,4                        | 79         |
| Триборство                | Л. Гюрнер                                                                                     |           |          |                  |                  | 23,2                        | 81         |
| Триборство                | П. Гуссманн                                                                                   |           |          |                  |                  | 23,1                        | 82         |
| Триборство                | Майкл Ленг                                                                                    |           |          |                  |                  | 23,0                        | 83         |
| Триборство                | П. Ріттер                                                                                     |           |          |                  |                  | 22,8                        | 84         |
| Триборство                | Еміль Фойґт                                                                                   |           |          |                  |                  | 22,4                        | 85         |
| Триборство                | Х. Мейленд                                                                                    |           |          |                  |                  | 22,4                        | 85         |
| Триборство                | Річард Трічлер                                                                                |           |          |                  |                  | 22,4                        | 85         |
| Триборство                | Отто Кнерр                                                                                    |           |          |                  |                  | 22,3                        | 88         |
| Триборство                | Густав Мюллер                                                                                 |           |          |                  |                  | 22,0                        | 89         |
| Триборство                | Отто Ройсснер                                                                                 |           |          |                  |                  | 22,0                        | 89         |
| Триборство                | Вільям Хоршке                                                                                 |           |          |                  |                  | 21,7                        | 91         |
| Триборство                | Френк Раад                                                                                    |           |          |                  |                  | 21,5                        | 92         |
| Триборство                | Вільгельм Цабель                                                                              |           |          |                  |                  | 21,5                        | 92         |
| Триборство                | Макс Рашер                                                                                    |           |          |                  |                  | 21,4                        | 94         |
| Триборство                | Вільям Краппінгер                                                                             |           |          |                  |                  | 21,3                        | 95         |
| Триборство                | Август Плек                                                                                   |           |          |                  |                  | 21,3                        | 95         |
| Триборство                | Крістіан Сперл                                                                                |           |          |                  |                  | 21,3                        | 95         |
| Триборство                | Еміль Швеглер                                                                                 |           |          |                  |                  | 21,3                        | 95         |
| Триборство                | Рудольф Шрадер                                                                                |           |          |                  |                  | 21,3                        | 95         |
| Триборство                | Мартін Фішер                                                                                  |           |          |                  |                  | 21,2                        | 100        |
| Триборство                | Юліан Шміц                                                                                    |           |          |                  |                  | 21,2                        | 100        |
| Триборство                | Артур Розенкампфф                                                                             |           |          |                  |                  | 21,1                        | 102        |
| Триборство                | Вільям Херцог                                                                                 |           |          |                  |                  | 21,1                        | 102        |
| Триборство                | Пол Стьюді                                                                                    |           |          |                  |                  | 20,9                        | 104        |
| Триборство                | Густав Гермеррлінг                                                                            |           |          |                  |                  | 20,9                        | 104        |
| Триборство                | Мартін Людвіг                                                                                 |           |          |                  |                  | 20,4                        | 106        |
| Триборство                | Чарльз Деллерт                                                                                |           |          |                  |                  | 20,3                        | 107        |
| Триборство                | Джон Мессел                                                                                   |           |          |                  |                  | 20,2                        | 108        |
| Триборство                | Волтер Реал                                                                                   |           |          |                  |                  | 20,2                        | 108        |
| Триборство                | Артур Сандбай                                                                                 |           |          |                  |                  | 20,2                        | 108        |
| Триборство                | М. Баррі                                                                                      |           |          |                  |                  | 20,1                        | 111        |
| Триборство                | К. Вернер                                                                                     |           |          |                  |                  | 19,7                        | 112        |
| Триборство                | Едвард Пюшелль                                                                                |           |          |                  |                  | 19,3                        | 113        |
| Триборство                | Чарльз Шварц                                                                                  |           |          |                  |                  | 19,1                        | 114        |
| Триборство                | Курт Рьодель                                                                                  |           |          |                  |                  | 19,0                        | 115        |
| Триборство                | Елвін Крічманн                                                                                |           |          |                  |                  | 18,9                        | 116        |
| Триборство                | Вільям Фрідріх                                                                                |           |          |                  |                  | 17,7                        | 117        |
| Триборство                | Джордж Ейсер                                                                                  |           |          |                  |                  | 13,5                        | 118        |
| Десятиборство             | Адам Ганн                                                                                     |           |          |                  |                  | 6036                        | 2          |
| Десятиборство             | Тракстон Гейр                                                                                 |           |          |                  |                  | 5813                        | 3          |
| Десятиборство             | Еллері Кларк                                                                                  |           |          |                  |                  | 2778                        | —          |
| Десятиборство             | Джон Грайеб                                                                                   |           |          |                  |                  | 2199                        | —          |
| Десятиборство             | Макс Еммеріх                                                                                  |           |          |                  |                  | 0                           | —          |

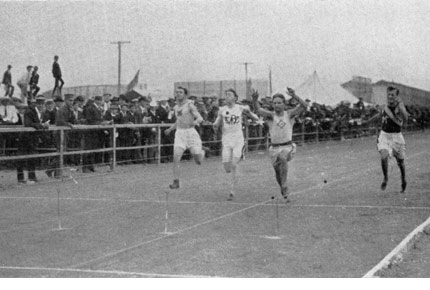
Фініш фінального забігу на 60 метрів
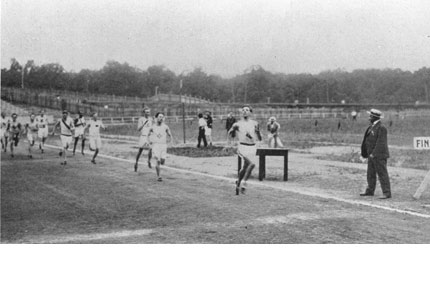
Фініш забігу на 400 метрів
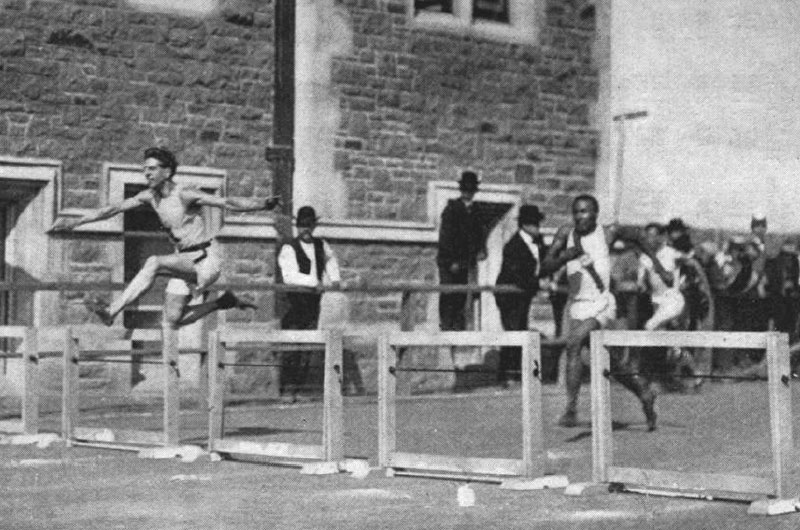
Гаррі Гіллман під час забігу на 200 метрів з бар'єрами
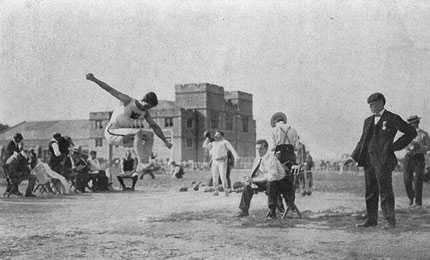
Маєр Прінштейн виконує свій стрибок в довжину
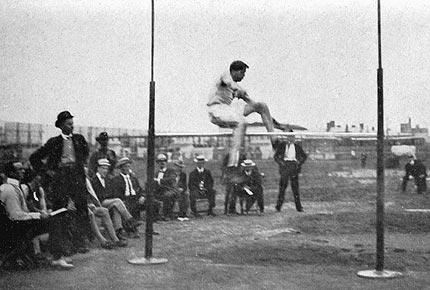
Рей Юрі виконує стрибок у висоту з місця
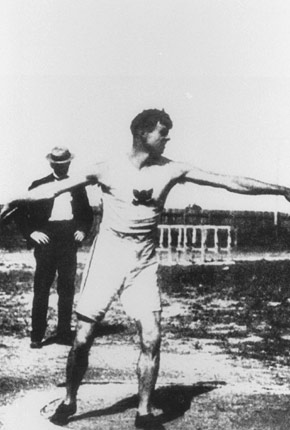
Мартін Шерідан метає диск
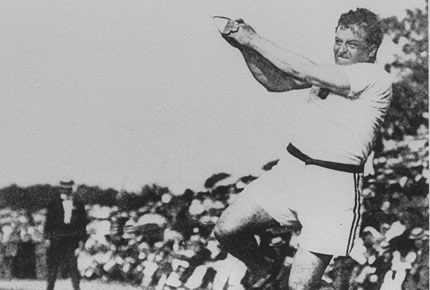
Джон Фленаган під час метання молота

## Перетягування канату
| Змагання | Спортсмени                                                                          | Чвертьфінал                               | Півфінал         | Фінал            | Півфінал за срібло | Фінал за срібло                             | Місце |
| -------- | ----------------------------------------------------------------------------------- | ----------------------------------------- | ---------------- | ---------------- | ------------------ | ------------------------------------------- | ----- |

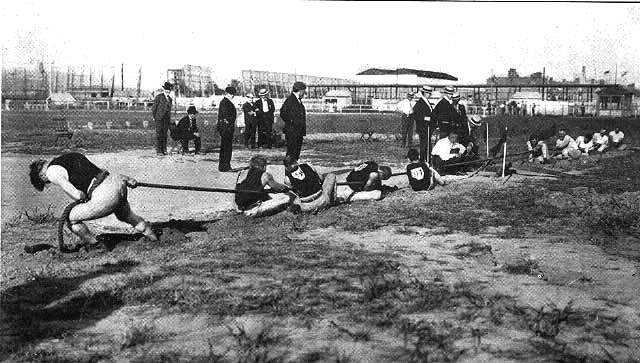
Одна із зустрічей з перетягування канату

| Чоловіки | США 1 Сідней Джонсон, Конрад Магнуссон, Оскар Олсон, Генрі Сейлінг, Патрік Фленеган | Південно-Африканська Республіка · виграли | США 2 · виграли  | США 4 · виграли  |                    |                                             | 1     |
| Чоловіки | США 2 Оррін Апшоу, Макс Браун, Август Роденберг, Чарльз Роуз, Вільям Сейлінг        | Греція · виграли                          | США 1 · програли |                  | США 3 · виграли    | Через відмову суперників, фінал не відбувся | 2     |
| Чоловіки | США 3 Гаррі Джекобс, Франк Куглер, Чарльз Тіас, Оскар Фріде, Чарльз Габеркорн       |                                           | США 4 · програли |                  | США 2 · програли   |                                             | 3     |
| Чоловіки | США 4 Самуель Джонс, Чарльз Дігес, Джеймс Мітчелл, Лоуренс Фойербах, Чарльз Чедвік  |                                           | США 3 · виграли  | США 1 · програли |                    | Не взяли участі                             | 4     |

## Роккі

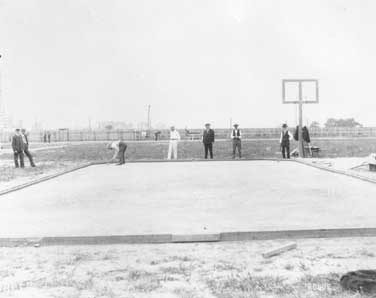
Змагання з Роккі

| Змагання | Спортсмен       | Фінал   | Фінал   | Фінал |
| Змагання | Спортсмен       | Перемог | Поразок | Місце |
| -------- | --------------- | ------- | ------- | ----- |
| Чоловіки | Чарлз Джейкобус | 5       | 1       | 1     |
| Чоловіки | Сміт Стрітер    | 4       | 2       | 2     |
| Чоловіки | Чарльз Браун    | 2       | 4       | 3     |
| Чоловіки | Вільям Чалфант  | 1       | 5       | 4     |

## Спортивна гімнастика
| Змагання               | Спортсмени                                                                                       | Фінал     | Фінал |
| Змагання               | Спортсмени                                                                                       | Результат | Місце |
| ---------------------- | ------------------------------------------------------------------------------------------------ | --------- | ----- |
| Індивідуальна першість | Отто Штеффен                                                                                     | 67,03     | 6     |
| Індивідуальна першість | Джон Біссінгер                                                                                   | 66,57     | 8     |
| Індивідуальна першість | Вільям Мерц                                                                                      | 65,26     | 10    |
| Індивідуальна першість | Філіп Кассел                                                                                     | 64,56     | 11    |
| Індивідуальна першість | Теодор Гросс                                                                                     | 64,39     | 12    |
| Індивідуальна першість | Отто Бенке                                                                                       | 64,10     | 14    |
| Індивідуальна першість | Вільям Андельфінгер                                                                              | 63,53     | 15    |
| Індивідуальна першість | Джордж Степф                                                                                     | 63,47     | 16    |
| Індивідуальна першість | Чарльз Амбс                                                                                      | 63,19     | 17    |
| Індивідуальна першість | Антон Гайда                                                                                      | 62,72     | 18    |
| Індивідуальна першість | Андреас Кемпф                                                                                    | 62,57     | 20    |
| Індивідуальна першість | Джордж Меєр                                                                                      | 61,66     | 21    |
| Індивідуальна першість | Фред Шмінд                                                                                       | 61,40     | 22    |
| Індивідуальна першість | Ендрю Ной                                                                                        | 61,21     | 23    |
| Індивідуальна першість | Джон Д'юга                                                                                       | 61,02     | 24    |
| Індивідуальна першість | Рейнхард Вагнер                                                                                  | 60,73     | 25    |
| Індивідуальна першість | Лоренц Спен                                                                                      | 60,32     | 26    |
| Індивідуальна першість | Еміль Роут                                                                                       | 60,27     | 27    |
| Індивідуальна першість | Регнер Берг                                                                                      | 60,24     | 28    |
| Індивідуальна першість | Роберт Германн                                                                                   | 59,99     | 29    |
| Індивідуальна першість | Еміль Байєр                                                                                      | 59,70     | 30    |
| Індивідуальна першість | Макс Хесс                                                                                        | 59,29     | 31    |
| Індивідуальна першість | Едвард Сиглер                                                                                    | 59,03     | 32    |
| Індивідуальна першість | Гаррі Генсен                                                                                     | 59,00     | 33    |
| Індивідуальна першість | Макс Вольф                                                                                       | 57,85     | 34    |
| Індивідуальна першість | Френк Шике                                                                                       | 57,47     | 35    |
| Індивідуальна першість | Джон Деллерт                                                                                     | 57,41     | 36    |
| Індивідуальна першість | Чарльз Сорум                                                                                     | 57,40     | 37    |
| Індивідуальна першість | Вільям Хоршке                                                                                    | 57,33     | 38    |
| Індивідуальна першість | Олівер Олсен                                                                                     | 57,27     | 39    |
| Індивідуальна першість | Рудольф Крупіцер                                                                                 | 57,18     | 40    |
| Індивідуальна першість | Густав Мюллер                                                                                    | 57,12     | 41    |
| Індивідуальна першість | Еміль Швеглер                                                                                    | 56,87     | 42    |
| Індивідуальна першість | Генрі Кедер                                                                                      | 56,58     | 43    |
| Індивідуальна першість | Луїс Кніп                                                                                        | 56,57     | 44    |
| Індивідуальна першість | Вільям Требенд                                                                                   | 56,26     | 45    |
| Індивідуальна першість | Ліндер Кеймен                                                                                    | 56,16     | 46    |
| Індивідуальна першість | Ернст Рекевег                                                                                    | 56,15     | 47    |
| Індивідуальна першість | Чарльз Краус                                                                                     | 56,11     | 48    |
| Індивідуальна першість | Едвард Генніг                                                                                    | 55,63     | 50    |
| Індивідуальна першість | Філіп Шустер                                                                                     | 55,44     | 51    |
| Індивідуальна першість | Джон Грайеб                                                                                      | 55,21     | 52    |
| Індивідуальна першість | П. Гуссманн                                                                                      | 54,92     | 53    |
| Індивідуальна першість | Густав Гермеррлінг                                                                               | 54,87     | 54    |
| Індивідуальна першість | Вільям Трічлер                                                                                   | 54,73     | 55    |
| Індивідуальна першість | Юліан Шміц                                                                                       | 54,58     | 57    |
| Індивідуальна першість | Отто Нейманд                                                                                     | 54,54     | 58    |
| Індивідуальна першість | Роберт Мейсек                                                                                    | 54,53     | 59    |
| Індивідуальна першість | Еміль Фойґт                                                                                      | 54,33     | 60    |
| Індивідуальна першість | Ентоні Дженк                                                                                     | 53,94     | 61    |
| Індивідуальна першість | Філліп Зонтаґ                                                                                    | 53,83     | 62    |
| Індивідуальна першість | Олаф Ленднес                                                                                     | 53,64     | 63    |
| Індивідуальна першість | Джордж Ашенбренер                                                                                | 53,47     | 64    |
| Індивідуальна першість | Джон Вольф                                                                                       | 53,43     | 65    |
| Індивідуальна першість | Едвард Трічлер                                                                                   | 53,16     | 66    |
| Індивідуальна першість | Макс Еммеріх                                                                                     | 52,85     | 67    |
| Індивідуальна першість | Генрі Прінцлер                                                                                   | 52,81     | 68    |
| Індивідуальна першість | Френк Раад                                                                                       | 52,39     | 69    |
| Індивідуальна першість | Луї Хангер                                                                                       | 52,22     | 70    |
| Індивідуальна першість | Джордж Ейсер                                                                                     | 52,20     | 71    |
| Індивідуальна першість | Вільям Берівальд                                                                                 | 51,87     | 72    |
| Індивідуальна першість | Мартін Людвіг                                                                                    | 51,83     | 73    |
| Індивідуальна першість | Джордж Мастровіч                                                                                 | 51,83     | 73    |
| Індивідуальна першість | Макс Рашер                                                                                       | 51,53     | 75    |
| Індивідуальна першість | Генрі Крафт                                                                                      | 51,40     | 76    |
| Індивідуальна першість | Віллард Шрадер                                                                                   | 51,22     | 77    |
| Індивідуальна першість | Джеймс Дуайер                                                                                    | 51,00     | 78    |
| Індивідуальна першість | Джордж Шредер                                                                                    | 50,90     | 79    |
| Індивідуальна першість | Роберт Рейнольдс                                                                                 | 50,74     | 80    |
| Індивідуальна першість | Гаррі Ворнкен                                                                                    | 50,53     | 81    |
| Індивідуальна першість | Біргер Нільсен                                                                                   | 50,45     | 82    |
| Індивідуальна першість | Джон Лайхінгер                                                                                   | 50,00     | 83    |
| Індивідуальна першість | Рудольф Шрадер                                                                                   | 49,64     | 84    |
| Індивідуальна першість | Майкл Ленг                                                                                       | 49,44     | 85    |
| Індивідуальна першість | Чарльз Деллерт                                                                                   | 49,35     | 86    |
| Індивідуальна першість | Елвін Крічманн                                                                                   | 48,97     | 87    |
| Індивідуальна першість | Річард Трічлер                                                                                   | 48,80     | 88    |
| Індивідуальна першість | Артур Розенкампфф                                                                                | 48,34     | 89    |
| Індивідуальна першість | Кларенс Кіддінгтон                                                                               | 48,30     | 90    |
| Індивідуальна першість | Х. Мейленд                                                                                       | 47,94     | 91    |
| Індивідуальна першість | Бен Чімберофф                                                                                    | 47,93     | 92    |
| Індивідуальна першість | К. Вернер                                                                                        | 47,67     | 93    |
| Індивідуальна першість | Курт Рьодель                                                                                     | 47,63     | 94    |
| Індивідуальна першість | М. Баррі                                                                                         | 47,43     | 95    |
| Індивідуальна першість | П. Ріттер                                                                                        | 47,09     | 96    |
| Індивідуальна першість | Отто Фейдер                                                                                      | 47,05     | 97    |
| Індивідуальна першість | Бернард Берг                                                                                     | 46,73     | 98    |
| Індивідуальна першість | Макс Томас                                                                                       | 45,85     | 99    |
| Індивідуальна першість | Мартін Фішер                                                                                     | 45,35     | 100   |
| Індивідуальна першість | Чарльз Шварц                                                                                     | 45,34     | 101   |
| Індивідуальна першість | Вільгельм Цабель                                                                                 | 45,13     | 102   |
| Індивідуальна першість | Луї Ретке                                                                                        | 44,93     | 103   |
| Індивідуальна першість | Л. Гюрнер                                                                                        | 44,90     | 104   |
| Індивідуальна першість | Вільям Херцог                                                                                    | 44,60     | 105   |
| Індивідуальна першість | Август Плек                                                                                      | 44,41     | 106   |
| Індивідуальна першість | Отто Ройсснер                                                                                    | 44,41     | 106   |
| Індивідуальна першість | Пол Стьюді                                                                                       | 43,38     | 108   |
| Індивідуальна першість | Артур Сандбай                                                                                    | 43,21     | 109   |
| Індивідуальна першість | Крістіан Сперл                                                                                   | 42,66     | 110   |
| Індивідуальна першість | Вільям Краппінгер                                                                                | 42,50     | 111   |
| Індивідуальна першість | Дж. Уоссоу                                                                                       | 42,46     | 112   |
| Індивідуальна першість | Волтер Реал                                                                                      | 42,44     | 113   |
| Індивідуальна першість | Джон Мессел                                                                                      | 41,97     | 114   |
| Індивідуальна першість | Отто Томсен                                                                                      | 41,67     | 115   |
| Індивідуальна першість | Едвард Пюшелль                                                                                   | 40,36     | 116   |
| Індивідуальна першість | Отто Кнерр                                                                                       | 39,87     | 117   |
| Індивідуальна першість | Вільям Фрідріх                                                                                   | 39,57     | 118   |
| Індивідуальна першість | Теодор Студієр                                                                                   | 13,14     | 119   |
| Першість на 7 снарядах | Антон Гайда                                                                                      | 161       | 1     |
| Першість на 7 снарядах | Джордж Ейсер                                                                                     | 152       | 2     |
| Першість на 7 снарядах | Вільям Мерц                                                                                      | 135       | 3     |
| Першість на 7 снарядах | Джон Д'юга                                                                                       | невідомий | 4     |
| Першість на 7 снарядах | Едвард Генніг                                                                                    | невідомий | 5     |
| Першість на 9 снарядах | Отто Штеффен                                                                                     | 39,53     | 6     |
| Першість на 9 снарядах | Вільям Андельфінгер                                                                              | 39,03     | 7     |
| Першість на 9 снарядах | Андреас Кемпф                                                                                    | 39,53     | 8     |
| Першість на 9 снарядах | Джордж Ейсер                                                                                     | 38,70     | 10    |
| Першість на 9 снарядах | Антон Гайда                                                                                      | 37,72     | 12    |
| Першість на 9 снарядах | Джон Біссінгер                                                                                   | 37,57     | 14    |
| Першість на 9 снарядах | Чарльз Амбс                                                                                      | 37,49     | 15    |
| Першість на 9 снарядах | Теодор Гросс                                                                                     | 37,19     | 16    |
| Першість на 9 снарядах | Отто Бенке                                                                                       | 36,50     | 18    |
| Першість на 9 снарядах | Філіп Кассел                                                                                     | 35,66     | 19    |
| Першість на 9 снарядах | Вільям Хоршке                                                                                    | 35,63     | 20    |
| Першість на 9 снарядах | Еміль Швеглер                                                                                    | 35,57     | 21    |
| Першість на 9 снарядах | Джон Д'юга                                                                                       | 35,32     | 22    |
| Першість на 9 снарядах | Джордж Степф                                                                                     | 35,27     | 23    |
| Першість на 9 снарядах | Вільям Мерц                                                                                      | 35,26     | 24    |
| Першість на 9 снарядах | Густав Мюллер                                                                                    | 35,12     | 25    |
| Першість на 9 снарядах | Еміль Роут                                                                                       | 34,87     | 26    |
| Першість на 9 снарядах | Гаррі Генсен                                                                                     | 34,20     | 27    |
| Першість на 9 снарядах | Густав Гермеррлінг                                                                               | 33,97     | 28    |
| Першість на 9 снарядах | Рейнхард Вагнер                                                                                  | 33,73     | 29    |
| Першість на 9 снарядах | Джон Деллерт                                                                                     | 33,71     | 30    |
| Першість на 9 снарядах | Чарльз Сорум                                                                                     | 33,40     | 31    |
| Першість на 9 снарядах | Юліан Шміц                                                                                       | 33,38     | 32    |
| Першість на 9 снарядах | Макс Вольф                                                                                       | 33,25     | 33    |
| Першість на 9 снарядах | Еміль Байєр                                                                                      | 33,20     | 34    |
| Першість на 9 снарядах | Роберт Германн                                                                                   | 32,99     | 35    |
| Першість на 9 снарядах | Лоренц Спен                                                                                      | 32,92     | 36    |
| Першість на 9 снарядах | Фред Шмінд                                                                                       | 32,90     | 37    |
| Першість на 9 снарядах | Регнер Берг                                                                                      | 32,85     | 38    |
| Першість на 9 снарядах | Джордж Меєр                                                                                      | 32,66     | 39    |
| Першість на 9 снарядах | Ендрю Ной                                                                                        | 32,61     | 40    |
| Першість на 9 снарядах | Вільям Требенд                                                                                   | 31,96     | 41    |
| Першість на 9 снарядах | Еміль Фойґт                                                                                      | 31,93     | 42    |
| Першість на 9 снарядах | П. Гуссманн                                                                                      | 31,82     | 43    |
| Першість на 9 снарядах | Рудольф Крупіцер                                                                                 | 31,68     | 44    |
| Першість на 9 снарядах | Чарльз Краус                                                                                     | 31,61     | 45    |
| Першість на 9 снарядах | Мартін Людвіг                                                                                    | 31,43     | 46    |
| Першість на 9 снарядах | Френк Раад                                                                                       | 30,89     | 48    |
| Першість на 9 снарядах | Олівер Олсен                                                                                     | 30,87     | 49    |
| Першість на 9 снарядах | Макс Хесс                                                                                        | 30,79     | 50    |
| Першість на 9 снарядах | Луїс Кніп                                                                                        | 30,67     | 52    |
| Першість на 9 снарядах | Едвард Сиглер                                                                                    | 30,63     | 53    |
| Першість на 9 снарядах | Філіп Шустер                                                                                     | 30,34     | 54    |
| Першість на 9 снарядах | Роберт Мейсек                                                                                    | 30,33     | 55    |
| Першість на 9 снарядах | Макс Рашер                                                                                       | 30,13     | 56    |
| Першість на 9 снарядах | Елвін Крічманн                                                                                   | 30,07     | 57    |
| Першість на 9 снарядах | Генрі Кедер                                                                                      | 29,98     | 58    |
| Першість на 9 снарядах | Едвард Генніг                                                                                    | 29,93     | 59    |
| Першість на 9 снарядах | Ліндер Кеймен                                                                                    | 29,76     | 60    |
| Першість на 9 снарядах | Вільям Трічлер                                                                                   | 29,73     | 61    |
| Першість на 9 снарядах | Едвард Трічлер                                                                                   | 29,66     | 62    |
| Першість на 9 снарядах | Френк Шике                                                                                       | 29,07     | 63    |
| Першість на 9 снарядах | Чарльз Деллерт                                                                                   | 29,05     | 64    |
| Першість на 9 снарядах | Генрі Крафт                                                                                      | 28,70     | 65    |
| Першість на 9 снарядах | Курт Рьодель                                                                                     | 28,63     | 66    |
| Першість на 9 снарядах | Ернст Рекевег                                                                                    | 28,35     | 67    |
| Першість на 9 снарядах | Рудольф Шрадер                                                                                   | 28,34     | 68    |
| Першість на 9 снарядах | Джордж Ашенбренер                                                                                | 27,97     | 69    |
| Першість на 9 снарядах | К. Вернер                                                                                        | 27,97     | 69    |
| Першість на 9 снарядах | Джон Вольф                                                                                       | 27,73     | 71    |
| Першість на 9 снарядах | Джордж Мастровіч                                                                                 | 27,73     | 71    |
| Першість на 9 снарядах | Філліп Зонтаґ                                                                                    | 27,63     | 73    |
| Першість на 9 снарядах | Ентоні Дженк                                                                                     | 27,54     | 74    |
| Першість на 9 снарядах | М. Баррі                                                                                         | 27,33     | 75    |
| Першість на 9 снарядах | Артур Розенкампфф                                                                                | 27,24     | 76    |
| Першість на 9 снарядах | Джеймс Дуайер                                                                                    | 26,70     | 77    |
| Першість на 9 снарядах | Майкл Ленг                                                                                       | 26,44     | 78    |
| Першість на 9 снарядах | Олаф Ленднес                                                                                     | 26,44     | 78    |
| Першість на 9 снарядах | Генрі Прінцлер                                                                                   | 26,41     | 80    |
| Першість на 9 снарядах | Річард Трічлер                                                                                   | 26,40     | 81    |
| Першість на 9 снарядах | Луї Хангер                                                                                       | 26,32     | 82    |
| Першість на 9 снарядах | Чарльз Шварц                                                                                     | 26,24     | 83    |
| Першість на 9 снарядах | Отто Нейманд                                                                                     | 26,14     | 84    |
| Першість на 9 снарядах | Біргер Нільсен                                                                                   | 26,05     | 85    |
| Першість на 9 снарядах | Х. Мейленд                                                                                       | 25,54     | 86    |
| Першість на 9 снарядах | Джордж Шредер                                                                                    | 25,50     | 87    |
| Першість на 9 снарядах | Гаррі Ворнкен                                                                                    | 25,43     | 88    |
| Першість на 9 снарядах | Вільям Берівальд                                                                                 | 25,27     | 89    |
| Першість на 9 снарядах | Джон Грайеб                                                                                      | 25,21     | 90    |
| Першість на 9 снарядах | Віллард Шрадер                                                                                   | 24,72     | 91    |
| Першість на 9 снарядах | Бен Чімберофф                                                                                    | 24,53     | 92    |
| Першість на 9 снарядах | П. Ріттер                                                                                        | 24,29     | 93    |
| Першість на 9 снарядах | Мартін Фішер                                                                                     | 24,15     | 94    |
| Першість на 9 снарядах | Вільгельм Цабель                                                                                 | 23,63     | 95    |
| Першість на 9 снарядах | Вільям Херцог                                                                                    | 23,50     | 96    |
| Першість на 9 снарядах | Бернард Берг                                                                                     | 23,33     | 97    |
| Першість на 9 снарядах | Август Плек                                                                                      | 23,11     | 98    |
| Першість на 9 снарядах | Артур Сандбай                                                                                    | 23,01     | 99    |
| Першість на 9 снарядах | Макс Еммеріх                                                                                     | 22,85     | 100   |
| Першість на 9 снарядах | Пол Стьюді                                                                                       | 22,48     | 101   |
| Першість на 9 снарядах | Роберт Рейнольдс                                                                                 | 22,44     | 102   |
| Першість на 9 снарядах | Джон Лайхінгер                                                                                   | 22,30     | 103   |
| Першість на 9 снарядах | Волтер Реал                                                                                      | 22,24     | 104   |
| Першість на 9 снарядах | Отто Ройсснер                                                                                    | 21,90     | 105   |
| Першість на 9 снарядах | Вільям Фрідріх                                                                                   | 21,87     | 106   |
| Першість на 9 снарядах | Отто Фейдер                                                                                      | 21,85     | 107   |
| Першість на 9 снарядах | Кларенс Кіддінгтон                                                                               | 21,80     | 108   |
| Першість на 9 снарядах | Джон Мессел                                                                                      | 21,77     | 109   |
| Першість на 9 снарядах | Л. Гюрнер                                                                                        | 21,70     | 110   |
| Першість на 9 снарядах | Крістіан Сперл                                                                                   | 21,36     | 111   |
| Першість на 9 снарядах | Вільям Краппінгер                                                                                | 21,20     | 112   |
| Першість на 9 снарядах | Едвард Пюшелль                                                                                   | 21,06     | 113   |
| Першість на 9 снарядах | Луї Ретке                                                                                        | 19,83     | 114   |
| Першість на 9 снарядах | Отто Кнерр                                                                                       | 19,47     | 115   |
| Першість на 9 снарядах | Макс Томас                                                                                       | 19,45     | 116   |
| Першість на 9 снарядах | Отто Томсен                                                                                      | 18,07     | 117   |
| Першість на 9 снарядах | Дж. Уоссоу                                                                                       | 16,96     | 118   |
| Першість на 9 снарядах | Теодор Студієр                                                                                   | 13,14     | 119   |
| Командна першість      | Джон Грайеб, Філіп Кассел, Юліус Ленгарт, Ернст Рекевег, Антон Гайда, Макс Гесс                  | 370,13    | 1     |
| Командна першість      | Еміль Байєр, Джон Біссінгер, Макс Вольф, Артур Розенкампфф, Юліан Шміц, Отто Штеффен             | 356,37    | 2     |
| Командна першість      | Джон Д'юга, Чарльз Краус, Джордж Мейер, Роберт Мейсек, Едвард Зіглер, Філіп Шустер               | 352,79    | 3     |
| Командна першість      | Еміль Фойґт, Джон Деллерт, Х. Мейленд, Вільям Мерц, Джордж Степф, Джордж Ейсер                   | 344,01    | 4     |
| Командна першість      | Чарльз Амбс, Крістіан Дойблер, Джон Лайхінгер, Ендрю Ной, Вільям Трічлер, Едвард Трічлер         | 338,43    | 5     |
| Командна першість      | Регнер Берг, Олаф Ленднес, Біргер Нільсен, Олівер Олсен, Чарльз Сорум, Гаррі Генсен              | 338,00    | 6     |
| Командна першість      | Теодор Гросс, Джеймс Дуайер, Генрі Кедер, Генрі Крафт, Джейкоб Гертенбан, Рудольф Шрадер         | 329,68    | 7     |
| Командна першість      | Бернард Берг, Рейнхард Вагнер, Ліндер Кеймен, Отто Нейманд, Філліп Зонтаґ, Гаррі Ворнкен         | 325,52    | 8     |
| Командна першість      | Джордж Ашенбренер, Волтер Реал, Еміль Роут, Отто Фейдер, Вільям Хоршке, Френк Шике               | 318,13    | 9     |
| Командна першість      | М. Башер, П. Гуссманн, Курт Рьодель, П. Ріттер, Густав Гермеррлінг, Мартін Фішер                 | 301,39    | 10    |
| Командна першість      | Роберт Германн, Август Плек, Луї Ретке, Крістіан Сперл, Дж. Уоссоу, Луї Хангер                   | 286,97    | 11    |
| Командна першість      | Кларенс Кіддінгтон, Елвін Крічманн, Джон Мессел, Роберт Рейнольдс, Отто Ройсснер, Вільям Фрідріх | 273,65    | 12    |
| Командна першість      | Вільям Берівальд, Рудольф Крупіцер, Майкл Ленг, Теодор Студієр, Пол Стьюді, Едвард Хенниг        | 271,84    | 13    |
| Паралельні бруси       | Джордж Ейсер                                                                                     | 44        | 1     |
| Паралельні бруси       | Антон Гайда                                                                                      | 43        | 2     |
| Паралельні бруси       | Джон Д'юга                                                                                       | 40        | 3     |
| Паралельні бруси       | Вільям Мерц                                                                                      | невідомий | 4-5   |
| Паралельні бруси       | Едвард Генніг                                                                                    | невідомий | 4-5   |
| Перекладина            | Антон Гайда                                                                                      | 40        | 1     |
| Перекладина            | Едвард Генніг                                                                                    | 40        | 1     |
| Перекладина            | Джордж Ейсер                                                                                     | 39        | 3     |
| Перекладина            | Джон Д'юга                                                                                       | невідомий | 4-5   |
| Перекладина            | Вільям Мерц                                                                                      | невідомий | 4-5   |
| Опорний стрибок        | Антон Гайда                                                                                      | 36        | 1     |
| Опорний стрибок        | Джордж Ейсер                                                                                     | 36        | 1     |
| Опорний стрибок        | Вільям Мерц                                                                                      | 31        | 3     |
| Опорний стрибок        | Джон Д'юга                                                                                       | невідомий | 4-5   |
| Опорний стрибок        | Едвард Генніг                                                                                    | невідомий | 4-5   |
| Кінь                   | Антон Гайда                                                                                      | 42        | 1     |
| Кінь                   | Джордж Ейсер                                                                                     | 33        | 2     |
| Кінь                   | Вільям Мерц                                                                                      | 29        | 3     |
| Кінь                   | Джон Д'юга                                                                                       | невідомий | 4-5   |
| Кінь                   | Едвард Генніг                                                                                    | невідомий | 4-5   |
| Кільця                 | Герман Гласс                                                                                     | 45        | 1     |
| Кільця                 | Вільям Мерц                                                                                      | 35        | 2     |
| Кільця                 | Еміль Фойґт                                                                                      | 32        | 3     |
| Лазіння по канату      | Джордж Ейсер                                                                                     | 7,0       | 1     |
| Лазіння по канату      | Чарльз Краус                                                                                     | 7,2       | 2     |
| Лазіння по канату      | Еміль Фойґт                                                                                      | 9,8       | 3     |
| Булави                 | Едвард Генніг                                                                                    | 13        | 1     |
| Булави                 | Еміль Фойґт                                                                                      | 9         | 2     |
| Булави                 | Ральф Вілсон                                                                                     | 5         | 3     |

## Стрільба з лука
Чоловіки
| Змагання                     | Спортсмени                                                    | Фінал     | Фінал |
| Змагання                     | Спортсмени                                                    | Результат | Місце |
| ---------------------------- | ------------------------------------------------------------- | --------- | ----- |
| Подвійний йоркський коло     | Джордж Браянт                                                 | 820       | 1     |
| Подвійний йоркський коло     | Роберт Вільямс                                                | 819       | 2     |
| Подвійний йоркський коло     | Вільям Томпсон                                                | 816       | 3     |
| Подвійний йоркський коло     | Воллес Браянт                                                 | 618       | 4     |
| Подвійний йоркський коло     | Бенджамін Кейс                                                | 532       | 5     |
| Подвійний йоркський коло     | Едвард Френц                                                  | 528       | 6     |
| Подвійний йоркський коло     | Гомер Тейлор                                                  | 506       | 7     |
| Подвійний йоркський коло     | Чарльз Вудрафф                                                | 487       | 8     |
| Подвійний йоркський коло     | Генрі Річардсон                                               | 439       | 9     |
| Подвійний йоркський коло     | Сайрус Даллін                                                 | 383       | 10    |
| Подвійний йоркський коло     | Девід Макгоуен                                                | 375       | 11    |
| Подвійний йоркський коло     | Льюіс Макссон                                                 | 355       | 12    |
| Подвійний йоркський коло     | Томас Скотт                                                   | 341       | 13    |
| Подвійний йоркський коло     | Ральф Тейлор                                                  | 328       | 14    |
| Подвійний йоркський коло     | Едвард Вестон                                                 | 268       | 15    |
| Подвійний йоркський коло     | Едвард Брюс                                                   | 238       | 16    |
| Подвійний американський коло | Джордж Браянт                                                 | 1048      | 1     |
| Подвійний американський коло | Роберт Вільямс                                                | 991       | 2     |
| Подвійний американський коло | Вільям Томпсон                                                | 949       | 3     |
| Подвійний американський коло | Чарльз Вудрафф                                                | 907       | 4     |
| Подвійний американський коло | Воллес Браянт                                                 | 818       | 5     |
| Подвійний американський коло | Вільям Кларк                                                  | 880       | 6     |
| Подвійний американський коло | Бенджамін Кейс                                                | 840       | 7     |
| Подвійний американський коло | Сайрус Даллін                                                 | 816       | 8     |
| Подвійний американський коло | Генрі Річардсон                                               | 813       | 9     |
| Подвійний американський коло | Гомер Тейлор                                                  | 811       | 10    |
| Подвійний американський коло | Чарльз Габбард                                                | 779       | 11    |
| Подвійний американський коло | Льюіс Макссон                                                 | 777       | 12    |
| Подвійний американський коло | Гален Спенсер                                                 | 701       | 13    |
| Подвійний американський коло | Семюель Дьювалл                                               | 699       | 14    |
| Подвійний американський коло | Едвард Френц                                                  | 665       | 15    |
| Подвійний американський коло | Амос Касселман                                                | 628       | 16    |
| Подвійний американський коло | Томас Скотт                                                   | 562       | 17    |
| Подвійний американський коло | Ральф Тейлор                                                  | 533       | 18    |
| Подвійний американський коло | Едвард Брюс                                                   | 516       | 19    |
| Подвійний американський коло | Е. Вестон                                                     | 508       | 20    |
| Подвійний американський коло | Едвард Вестон                                                 | 450       | 21    |
| Подвійний американський коло | Вільям Валентайн                                              | 347       | 22    |
| Командна першість            | Льюіс Макссон,Гален Спенсер, Вільям Томпсон, Роберт Вільямс   | 1344      | 1     |
| Командна першість            | Чарльз Вудрафф, Семюель Дьювалл, Вільям Кларк, Чарльз Габбард | 1341      | 2     |
| Командна першість            | Джордж Браянт, Воллес Браянт, Сайрус Даллін, Генрі Річардсон  | 1268      | 3     |
| Командна першість            | Едвард Брюс, Бенджамін Кейс, Гомер Тейлор, Едвард Вестон      | 942       | 4     |

Жінки
| Змагання                   | Спортсмени                                                 | Фінал     | Фінал |
| Змагання                   | Спортсмени                                                 | Результат | Місце |
| -------------------------- | ---------------------------------------------------------- | --------- | ----- |
| Подвійне національне коло  | Матильда Говелл                                            | 620       | 1     |
| Подвійне національне коло  | Емма Кук                                                   | 419       | 2     |
| Подвійне національне коло  | Елайза Поллок                                              | 419       | 3     |
| Подвійне національне коло  | Лора Вудрафф                                               | 234       | 4     |
| Подвійне національне коло  | Мейбл Тейлор                                               | 160       | 5     |
| Подвійне національне коло  | Луїза Тейлор                                               | 159       | 6     |
| Подвійне колумбійське коло | Матильда Говелл                                            | 867       | 1     |
| Подвійне колумбійське коло | Емма Кук                                                   | 630       | 2     |
| Подвійне колумбійське коло | Елайза Поллок                                              | 630       | 3     |
| Подвійне колумбійське коло | Лора Вудрафф                                               | 547       | 4     |
| Подвійне колумбійське коло | Мейбл Тейлор                                               | 243       | 5     |
| Подвійне колумбійське коло | Луїза Тейлор                                               | 229       | 6     |
| Командна першість          | Лора Вудрафф, Елайза Поллок, Луїза Тейлор, Матильда Говелл | невідомий | 1     |

## Теніс

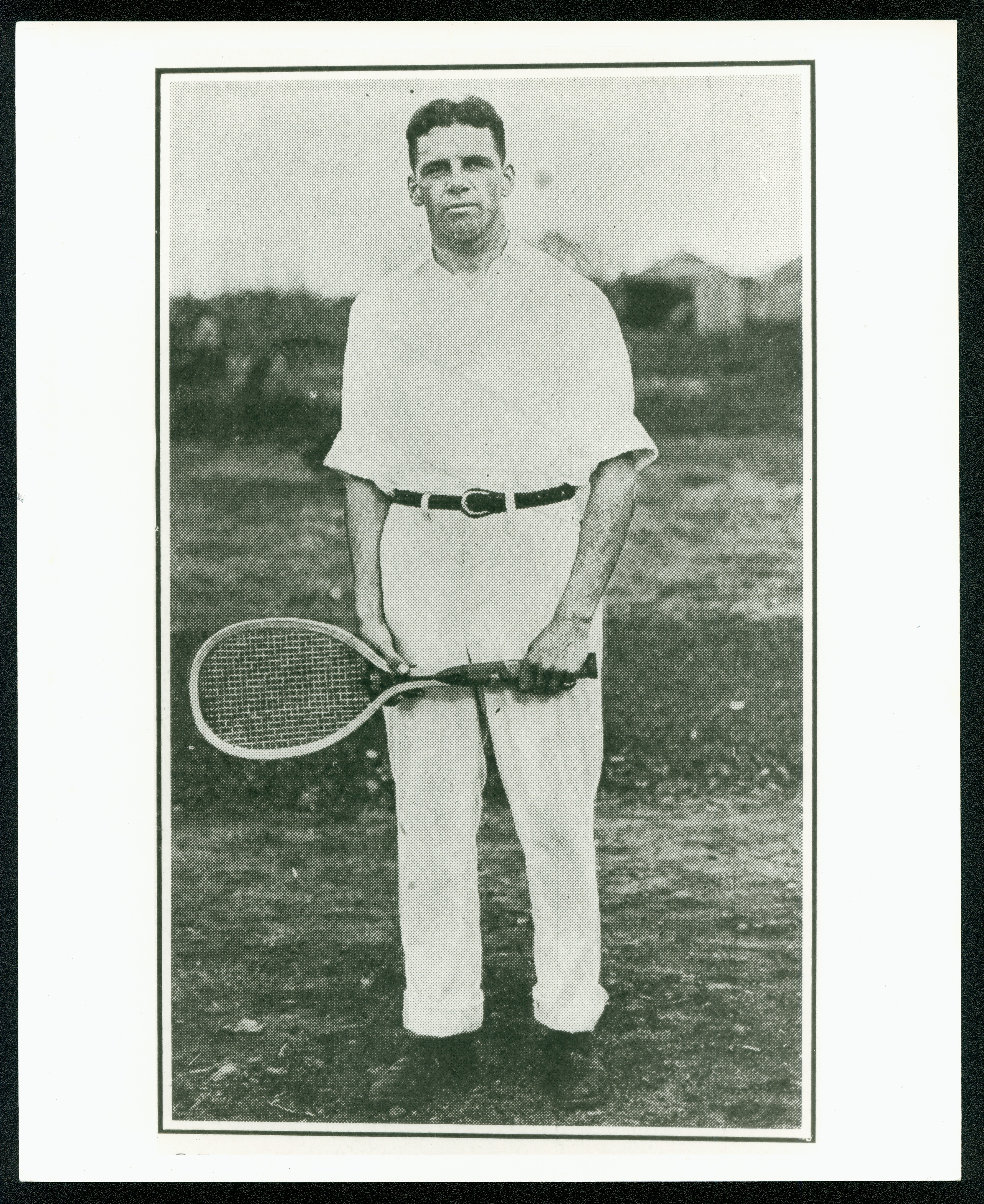
Білс Райт — дворазовий олімпійський чемпіон, який здобув свої титули в одиночному та парному розрядах разом з Едгаром Леонардом

| Змагання         | Спортсмени                          | Перший раунд                            | Другий раунд                                   | 1/8 фіналу                                                        | Чвертьфінал                                                   | Півфінал                                                       | Фінал                                                    | Місце |
| Змагання         | Спортсмени                          | Суперник Результат                      | Суперник Результат                             | Суперник Результат                                                | Суперник Результат                                            | Суперник Результат                                             | Суперник Результат                                       | Місце |
| ---------------- | ----------------------------------- | --------------------------------------- | ---------------------------------------------- | ----------------------------------------------------------------- | ------------------------------------------------------------- | -------------------------------------------------------------- | -------------------------------------------------------- | ----- |
| Одиночний розряд | Білс Райт                           |                                         | Форест Монтгомері (USA) виграв; 6-3, 6-1       | Хуго Гарді (GER) виграв; 6-2, 6-1                                 | Джон Нілі (USA) виграв; 6-0, 6-2                              | Альфонсо Белл (USA) виграв; 6-3, 6-4                           | Роберт Лерой (USA) виграв; 6-3, 6-4                      | 1     |
| Одиночний розряд | Роберт Лерой                        |                                         |                                                | Фред Сандерсон (USA) виграв; 6-3, 6-3                             | Чарльз Кріссон (USA) виграв; 6-4, 8-6                         | Едгар Леонард (USA) виграв; 6-3, 6-3                           | Білс Райт (USA) програв; 3-6, 4-6                        | 2     |
| Одиночний розряд | Едгар Леонард                       |                                         | Кріс Форно (USA) виграв; 6-1, 6-2              | Ральф Мак-Кіттрік (USA) виграв; 6-4, 6-4                          | У. Блатервік (USA) виграв; 6-2, 6-0                           | Роберт Лерой (USA) програв; 3-6, 3-6                           | не пройшов                                               | 3     |
| Одиночний розряд | Альфонсо Белл                       |                                         | Орієн Вернон (USA) виграв; 6-3, 6-2            | Дуайт Девіс (USA) виграв; зустріч не відбулася                    | Семп Расс (USA) виграв; 6-3, 6-1                              | Білс Райт (USA) програв; 3-6, 4-6                              | не пройшов                                               | 3     |
| Одиночний розряд | Чарльз Кріссон                      |                                         | Френк Уїтон (USA) виграв; 6-2, 6-4             |                                                                   | Роберт Лерой (USA) програв; 4-6, 6-8                          | не пройшов                                                     | не пройшов                                               | 5-8   |
| Одиночний розряд | Вілфрід Блатервік                   |                                         | Натаніель Семпл (USA) виграв; 4-6, 6-4, 6-1    | Джо Каннангем (USA) виграв; 6-2, 0-6, 6-4                         | Едгар Леонард (USA) програв; 2-6, 0-6                         | не пройшов                                                     | не пройшов                                               | 5-8   |
| Одиночний розряд | Джон Нілі                           |                                         | Малколм Мак-Дональд (USA) виграв; 6-1, 6-1     | Фредерік Фельтсганс (USA) виграв; 6-0, 6-2                        | Білс Райт (USA) програв; 0-6, 2-6                             | не пройшов                                                     | не пройшов                                               | 5-8   |
| Одиночний розряд | Семп Расс                           |                                         | Дуглас Тернер (USA) виграв; 6-2, 6-1           | Хью Джонс (USA) виграв; 6-1, 6-2                                  | Альфонсо Белл (USA) програв; 3-6, 1-6                         | не пройшов                                                     | не пройшов                                               | 5-8   |
| Одиночний розряд | Фред Сандерсон                      |                                         |                                                | Роберт Лерой (USA) програв; 3-6, 3-6                              | не пройшов                                                    | не пройшов                                                     | не пройшов                                               | 9-14  |
| Одиночний розряд | Ральф Мак-Кіттрік                   |                                         | Вільям Істон (USA) виграв; 6-2, 6-2            | Едгар Леонард (USA) програв; 4-6, 4-6                             | не пройшов                                                    | не пройшов                                                     | не пройшов                                               | 9-14  |
| Одиночний розряд | Джо Каннангем                       |                                         |                                                | Вілфрід Блатервік (USA) програв; 2-6, 0-6, 4-6                    | не пройшов                                                    | не пройшов                                                     | не пройшов                                               | 9-14  |
| Одиночний розряд | Фредерік Фельтсганс                 |                                         | Джозеф Чарльз (USA) виграв; 8-6, 6-1           | Джон Нілі (USA) програв; 0-6, 2-6                                 | не пройшов                                                    | не пройшов                                                     | не пройшов                                               | 9-14  |
| Одиночний розряд | Дуайт Девіс                         |                                         | Джеймс Трітл (USA) виграв; 6-2, 6-1            | Альфонсо Белл (USA) програв; зустріч не відбулася                 | не пройшов                                                    | не пройшов                                                     | не пройшов                                               | 9-14  |
| Одиночний розряд | Хью Джонс                           |                                         | Ендрю Дрю (USA) виграв; 6-4, 6-1               | Семп Расс (USA) програв; 1-6, 2-6                                 | не пройшов                                                    | не пройшов                                                     | не пройшов                                               | 9-14  |
| Одиночний розряд | Френк Уїтон                         |                                         | Чарльз Кріссон (USA) програв; 2-6, 4-6         | не пройшов                                                        | не пройшов                                                    | не пройшов                                                     | не пройшов                                               | 15-25 |
| Одиночний розряд | Кріс Форно                          |                                         | Едгар Леонард (USA) програв; 1-6, 2-6          | не пройшов                                                        | не пройшов                                                    | не пройшов                                                     | не пройшов                                               | 15-25 |
| Одиночний розряд | Вільям Істон                        |                                         | Ральф Мак-Кіттрік (USA) програв; 2-6, 2-6      | не пройшов                                                        | не пройшов                                                    | не пройшов                                                     | не пройшов                                               | 15-25 |
| Одиночний розряд | Натаніель Семпл                     | Джордж Стадел (USA) виграв; 6-2, 6-1    | Вілфрід Блатервік (USA) програв; 6-4, 4-6, 1-6 | не пройшов                                                        | не пройшов                                                    | не пройшов                                                     | не пройшов                                               | 15-25 |
| Одиночний розряд | Форест Монтгомері                   |                                         | Білс Райт (USA) програв; 3-6, 1-6              | не пройшов                                                        | не пройшов                                                    | не пройшов                                                     | не пройшов                                               | 15-25 |
| Одиночний розряд | Малколм Мак-Дональд                 |                                         | Джон Нілі (USA) програв; 1-6, 1-6              | не пройшов                                                        | не пройшов                                                    | не пройшов                                                     | не пройшов                                               | 15-25 |
| Одиночний розряд | Джозеф Чарльз                       |                                         | Фредерік Фельтсганс (USA) програв; 6-8, 1-6    | не пройшов                                                        | не пройшов                                                    | не пройшов                                                     | не пройшов                                               | 15-25 |
| Одиночний розряд | Орієн Вернон                        |                                         | Альфонсо Белл (USA) програв; 3-6, 2-6          | не пройшов                                                        | не пройшов                                                    | не пройшов                                                     | не пройшов                                               | 15-25 |
| Одиночний розряд | Джеймс Трітл                        |                                         | Дуайт Девіс (USA) програв; 2-6, 1-6            | не пройшов                                                        | не пройшов                                                    | не пройшов                                                     | не пройшов                                               | 15-25 |
| Одиночний розряд | Дуглас Тернер                       |                                         | Семп Расс (USA) програв; 2-6, 1-6              | не пройшов                                                        | не пройшов                                                    | не пройшов                                                     | не пройшов                                               | 15-25 |
| Одиночний розряд | Ендрю Дрю                           |                                         | Хью Джонс (USA) програв; 4-6, 1-6              | не пройшов                                                        | не пройшов                                                    | не пройшов                                                     | не пройшов                                               | 15-25 |
| Одиночний розряд | Джордж Стадел                       | Натаніель Семпл (USA) програв; 2-6, 1-6 | не пройшов                                     | не пройшов                                                        | не пройшов                                                    | не пройшов                                                     | не пройшов                                               | 26    |
| Парний розряд    | Едгар Леонард Білс Райт             |                                         |                                                | Вілфрід Блатервік (USA) Орієн Вернон (USA) виграли; 6-4, 7-5      | Чарльз Кріссон (USA) Семп Расс (USA) виграли; 6-2, 5-7, 6-3   | Кларенс Гамбл (USA) Артур Уїр (USA) виграли; 6-1, 6-2          | Альфонсо Белл (USA) Роберт Лерой (USA) виграли; 6-4, 6-4 | 1     |
| Парний розряд    | Роберт Лерой, Альфонсо Белл         |                                         |                                                | Хуго Гарді (GER) Пол Глісон (USA) виграли; 6-3, 6-1               | Дуайт Девіс (USA) Ральф Мак-Кіттрік (USA) виграли; 8-6, 6-4   | Джозеф Уїр (USA) Аллен Вест (USA) виграли; 2-6, 6-1, 6-2       | Едгар Леонард (USA) Білс Райт (USA) програли; 4-6, 4-6   | 2     |
| Парний розряд    | Кларенс Гамбл, Артур Веар           |                                         |                                                | Н. Сміт (USA) Джозеф Чарльз (USA) виграли; 6-3, 7-5               | Френк Уїтон (USA) Едвін Хантер (USA) виграли; 6-1, 8-4        | Едгар Леонард (USA) Білс Райт (USA) програли; 1-6, 2-6         | не пройшли                                               | 3     |
| Парний розряд    | Джозеф Веар, Аллен Вест             |                                         |                                                | Ендрю Дрю (USA) Дуглас Тернер (USA) виграли; 6-3, 6-4             | Хью Джонс (USA) Гарольд Кауффман (USA) виграли; 6-3, 4-6, 6-4 | Альфонсо Белл (USA) Роберт Лерой (USA) програли; 6-2, 1-6, 2-6 | не пройшли                                               | 3     |
| Парний розряд    | Френк Уїтон Едвін Хантер            |                                         |                                                |                                                                   | Кларенс Гамбл (USA) Артур Уїр (USA) програли; 1-6, 4-6        | не пройшли                                                     | не пройшли                                               | 5-8   |
| Парний розряд    | Чарльз Кріссон Семп Расс            |                                         |                                                | Форест Монтгомері (USA) Джеймс Трітл (USA) виграли; 7-5, 6-2      | Едгар Леонард (USA) Білс Райт (USA) програли; 2-6, 7-5, 3-6   | не пройшли                                                     | не пройшли                                               | 5-8   |
| Парний розряд    | Дуайт Девіс Ральф Мак-Кіттрік       |                                         |                                                | Малколм Мак-Дональд (USA) Натаніель Семпл (USA) виграли; 6-1, 6-1 | Альфонсо Белл (USA) Роберт Лерой (USA) програли; 6-8, 4-6     | не пройшли                                                     | не пройшли                                               | 5-8   |
| Парний розряд    | Хью Джонс Гарольд Кауффман          |                                         |                                                | Джордж Стедел (USA) Фредерік Семпл (USA) виграли; 6-1, 8-6        | Джозеф Уїр (USA) Аллен Вест (USA) програли; 3-6, 6-4, 4-6     | не пройшов                                                     | не пройшов                                               | 5-8   |
| Парний розряд    | Н. Сміт Джозеф Чарльз               |                                         |                                                | Кларенс Гамбл (USA) Артур Уїр (USA) програли; 3-6, 5-7            | не пройшли                                                    | не пройшли                                                     | не пройшли                                               | 9-15  |
| Парний розряд    | У. Блатервік Орієн Вернон           |                                         |                                                | Едгар Леонард (USA) Білс Райт (USA) програли; 4-6, 5-7            | не пройшли                                                    | не пройшли                                                     | не пройшли                                               | 9-15  |
| Парний розряд    | Форест Монтгомері Джеймс Трітл      |                                         |                                                | Чарльз Кріссон (USA) Семп Расс (USA) програли; 5-7, 2-6           | не пройшли                                                    | не пройшли                                                     | не пройшли                                               | 9-15  |
| Парний розряд    | Малколм Мак-Дональд Натаніель Семпл |                                         |                                                | Дуайт Девіс (USA) Ральф Мак-Кіттрік (USA) програли; 1-6, 1-6      | не пройшли                                                    | не пройшли                                                     | не пройшли                                               | 9-15  |
| Парний розряд    | Хуго Гарді (GER) Пол Глісон (USA)   |                                         |                                                | Альфонсо Белл (USA) Роберт Лерой (USA) програли; 3-6, 1-6         | не пройшли                                                    | не пройшли                                                     | не пройшли                                               | 9-15  |
| Парний розряд    | Джордж Стедел Фредерік Семпл        |                                         |                                                | Хью Джонс (USA) Гарольд Кауффман (USA) програли; 1-6, 6-8         | не пройшли                                                    | не пройшли                                                     | не пройшли                                               | 9-15  |
| Парний розряд    | Ендрю Дрю Дуглас Тернер             |                                         |                                                | Джозеф Уїр (USA) Аллен Вест (USA) програли; 3-6, 4-6              | не пройшли                                                    | не пройшли                                                     | не пройшли                                               | 9-15  |

### Важка атлетика

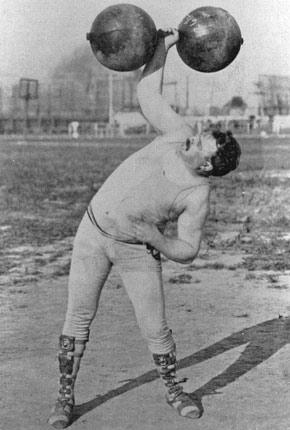
Фредерік Вінтерс під час багатоборства

| Змагання                  | Спортсмени       | Фінал     | Фінал |
| Змагання                  | Спортсмени       | Результат | Місце |
| ------------------------- | ---------------- | --------- | ----- |
| Поштовх двома руками      | Оскар Остгофф    | 84,37 кг  | 2     |
| Поштовх двома руками      | Оскар Олсон      | 67,81 кг  | 4     |
| Багатоборство на гантелях | Оскар Остгофф    | 48        | 1     |
| Багатоборство на гантелях | Фредерік Вінтерс | 45        | 3     |

## Фехтування
| Змагання            | Спортсмен                                                           | Півфінал | Півфінал | Фінал      | Фінал      | Фінал      |
| Змагання            | Спортсмен                                                           | Перемог  | Місце    | Уколов     | Перемог    | Місце      |
| ------------------- | ------------------------------------------------------------------- | -------- | -------- | ---------- | ---------- | ---------- |
| Рапіра              | Чарльз Таунсенд                                                     | 2        | 3        | не пройшов | не пройшов | не пройшов |
| Рапіра              | Теодор Карстенс                                                     | 1        | 4        | не пройшов | не пройшов | не пройшов |
| Рапіра              | Артур Фокс                                                          | 0        | 4        | не пройшов | не пройшов | не пройшов |
| Рапіра              | Вільям Гриб                                                         | 0        | 5        | не пройшов | не пройшов | не пройшов |
| Рапіра серед команд | Мануель Діас (CUB), Альбертсон Ван Зо Пост (USA), Рамон Фонст (CUB) |          |          | невідомо   | 7          | 1          |
| Рапіра серед команд | Чарльз Таунсенд, Чарльз Тетхем, Артур Фокс                          |          |          | невідомо   | 2          | 2          |
| Шпага               | Чарльз Таунсенд                                                     |          |          | невідомо   | невідомо   | 5          |
| Шабля               | Вільям Гриб                                                         |          |          | невідомо   | 2          | 2          |
| Шабля               | Теодор Карстенс                                                     |          |          | невідомо   | 1          | 4          |
| Шабля               | Артур Фокс                                                          |          |          | невідомо   | 0          | 5          |
| Палки               | Вільям О'Коннор                                                     |          |          | 8          | невідомо   | 2          |
| Палки               | Вільям Гриб                                                         |          |          | 2          | невідомо   | 3          |

## Футбол
Склад команд
Christian Brothers College
| Поз. | Гравець           | Матчи | Голи |
| ---- | ----------------- | ----- | ---- |
| ВР   | Луїс Менгес (в)   | 3     | 0    |
| ЗХ   | Оскар Брокмайер   | 3     | 0    |
| ЗХ   | Джон Дженьюарі    | 3     | 0    |
| ПЗ   | Чарльз Дженьюарі  | 3     | 0    |
| ПЗ   | Томас Дженьюарі   | 3     | 0    |
| ПЗ   | Пітер Ратікан     | 3     | 0    |
| НП   | Чарльз Бартліфф   | 3     | 0    |
| НП   | Воррен Брітінґгем | 3     | 0    |
| НП   | Олександр Кадмор  | 3     | 0    |
| НП   | Реймонд Ловлор    | 3     | 0    |
| НП   | Джозеф Лайдон     | 3     | 0    |

St. Rose Parish
| Поз. | Гравець         | Матчи | Голи |
| ---- | --------------- | ----- | ---- |
| ВР   | Френк Фрост (в) | 3     | 0    |
| ЗХ   | Джордж Кук      | 3     | 0    |
| ЗХ   | Генрі Джеймсон  | 3     | 0    |
| ЗХ   | Джозеф Бреді    | 3     | 0    |
| ПЗ   | Едвард Діркес   | 3     | 0    |
| ПЗ   | Мартін Дулінг   | 3     | 0    |
| ПЗ   | Кормік Косгров  | 1     | 0    |
| ПЗ   | Лео О'Коннел    | 3     | 0    |
| НП   | Клод Джеймсон   | 3     | 0    |
| НП   | Гаррі Тейт      | 3     | 0    |
| НП   | Томас Кук       | 1     | 0    |
| НП   | Джонсон         | 2     | 0    |

| Тренер   |
| -------- |
| невідомо |

Змагання
| Місце | Команда                    | І | У | Н | П | Про | ГЗ | ДП |
| ----- | -------------------------- | - | - | - | - | --- | -- | -- |
| 1     | Galt F.C.                  | 2 | 2 | 0 | 0 | 6   | 11 | 0  |
| 2     | Christian Brothers College | 3 | 1 | 1 | 1 | 4   | 2  | 7  |
| 3     | St. Rose Parish            | 3 | 0 | 1 | 2 | 1   | 0  | 6  |

| 16 листопада 1904 |

| Galt F.C.                                                              | 7:0 | Christian Brothers College |
| ---------------------------------------------------------------------- | --- | -------------------------- |
| Александр Голл (3х) Гордон Мак-Дональд (2х) Фредерік Стип Томас Тейлор |     |                            |

| стадіон:Френсіс Філд, Сент-Луїс (Міссурі) Глядачів:? Суддя:Пол Мак-Свіні |

| 17 листопада 1904 |

| Galt F.C.                                                    | 4:0 | St. Rose Parish |
| ------------------------------------------------------------ | --- | --------------- |
| Томас Тейлор (2х) Альберт Хендерсон Автор автоголу невідомий |     |                 |

| Стадіон:Френсіс Філд, Сент-Луїс (Міссурі) Глядачів:? Суддя:Пол Мак-Свіні |

| 18 листопада 1904 |

| Christian Brothers College | 0:0 | St. Rose Parish |
| -------------------------- | --- | --------------- |
|                            |     |                 |

| стадіон:Френсіс Філд, Сент-Луїс (Міссурі) Глядачів:? Суддя:? |

| 23 листопада 1904 |

| St. Rose Parish | 0:2 | Christian Brothers College     |
| --------------- | --- | ------------------------------ |
|                 |     | автори забитих м'ячів невідомі |

| стадіон:Френсіс Філд, Сент-Луїс (Міссурі) Глядачів:? Суддя: ? |

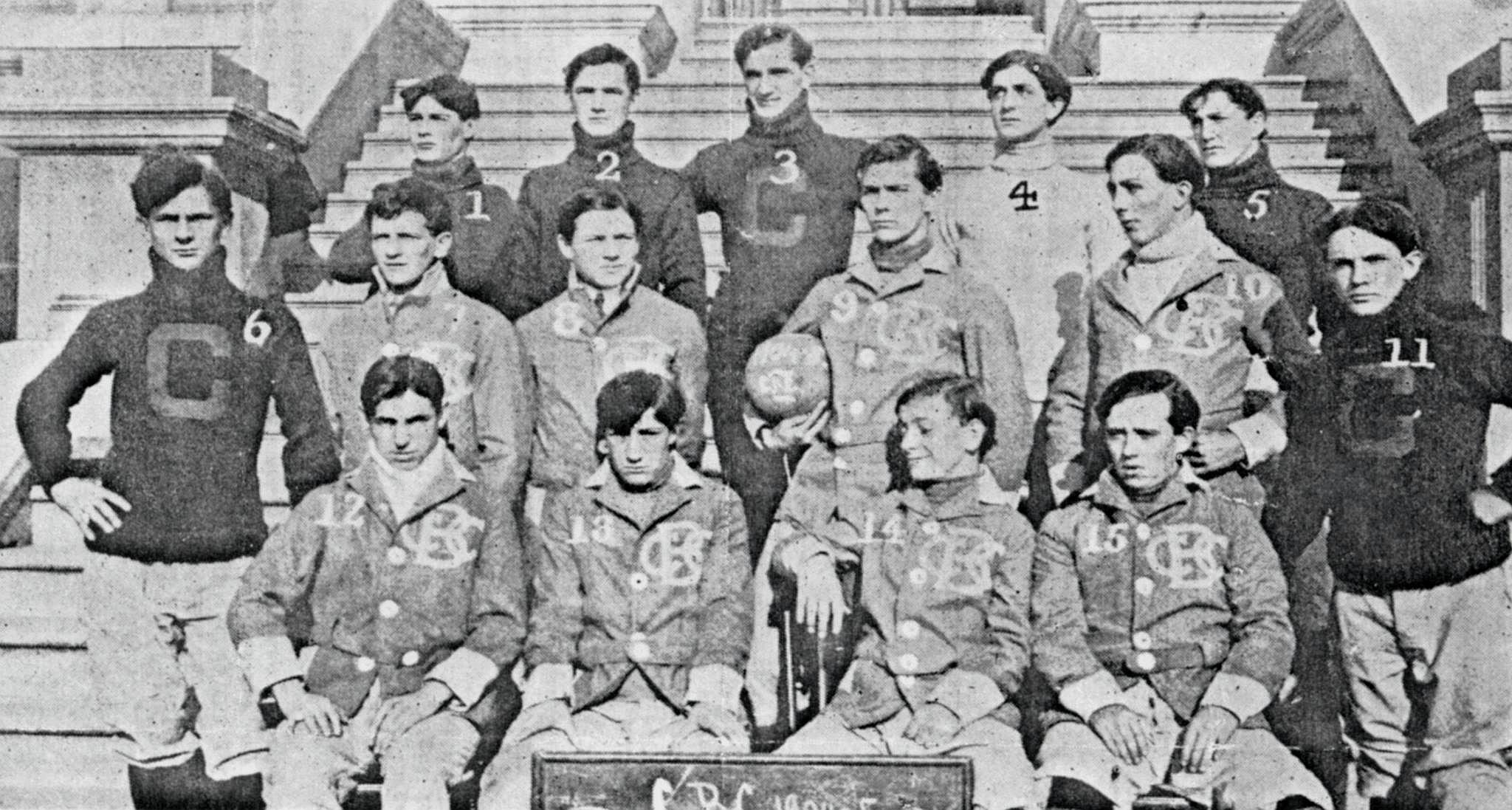
Срібні медалісти, Команда Сент-Луїса Christian Brothers College.

### Джерело
1. ↑  United States at the 1904 St. Louis Summer Games (англ.). sports-reference.com. Процитовано 25 січня 2025.
2. ↑  Games of the III. Olympiad Football Tournament (St. Louis, USA, 1st July - 23rd November, 1904) (англ.). Rec.Sport.Soccer Statistics Foundation. Процитовано 20 січня 2025.

### Коментар
1. ↑  Автор забитих мячів проти St. Rose Parish невідомий
2. ↑  Граючий тренер